# U-Bahn-Strecke A (Frankfurt am Main)
| Karte |                                    |                                                        |                                                        |
| Streckenlänge: | 35,1 km, davon Tunnel 5,5 km       |                                                        |                                                        |
| Spurweite: | 1435 mm (Normalspur)               |                                                        |                                                        |
| |                                    |                                                        |                                                        |
| Eröffnung: | 4. Oktober 1968 (1. Teilabschnitt) |                                                        |                                                        |
| Linien: | S1 · S2 · S3 · S8                  |                                                        |                                                        |
| Stationen: | 40 + 2 (auf D-Strecke angebunden)  |                                                        |                                                        |
| Stammstrecke |                                    |                                                        |                                                        |
| \| \| 7,65 \| Wendeanlage Südbahnhof \| Wendeanlage Südbahnhof \| \| \| 7,9 \| Südbahnhof , Regional-/Fernverkehr \| Südbahnhof , Regional-/Fernverkehr \| \| \| 8,5 \| Schweizer Platz \| Schweizer Platz \| \| \| \| Main \| \| \| \| \| Städtische Verbindungsbahn \| \| \| \| 9,4 \| Willy-Brandt-Platz (B-Strecke) \| Willy-Brandt-Platz (B-Strecke) \| \| \| [2] \| Rampe Große Gallusstraße (1978 stillgelegt) \| Rampe Große Gallusstraße (1978 stillgelegt) \| \| \| \| \| \| \| \| 10,0 \| Hauptwache (C-Strecke) \| Hauptwache (C-Strecke) \| \| \| \| \| \| \| \| 10,4 \| Eschenheimer Tor \| Eschenheimer Tor \| \| \| 10,4 \| Abstellanlage Eschenheimer Tor \| Abstellanlage Eschenheimer Tor \| \| \| 11,1 \| Grüneburgweg \| Grüneburgweg \| \| \| 11,5 \| Holzhausenstraße \| Holzhausenstraße \| \| \| 12,1 \| Miquel-/Adickesallee \| Miquel-/Adickesallee \| \| \| 12,4 \| Ende A-Tunnel (4,4 km) \| Ende A-Tunnel (4,4 km) \| \| \| 12,7 \| Dornbusch \| Dornbusch \| \| \| 12,91 \| Verbindung von B-Strecke \| Verbindung von B-Strecke \| \| \| 13,4 \| Fritz-Tarnow-Straße \| Fritz-Tarnow-Straße \| \| \| 13,95 \| Hügelstraße \| Hügelstraße \| \| \| 14,6 \| Lindenbaum \| Lindenbaum \| \| \| 15,10,1 \| Weißer Stein (Bahnhof Eschersheim) \| Weißer Stein (Bahnhof Eschersheim) \| \| \| \| Main-Weser-Bahn \| \| \| \| \| Maybachbrücke \| \| \| \| 0,85 \| Heddernheim \| Heddernheim \| \| \| 0,85 \| Betriebshof Heddernheim \| Betriebshof Heddernheim \| \| \| \| \| \| \| \| 1,1 \| -Streckenast nach Gonzenheim (s. u.) \| -Streckenast nach Gonzenheim (s. u.) \| \| \| 1,45 \| Zeilweg \| Zeilweg \| \| \| 2,04 \| - u. -Streckenast nach Ginnheim (s. u.) \| - u. -Streckenast nach Ginnheim (s. u.) \| \| \| \| - u. -Streckenast zur Hohemark u. zum Riedberg (s. u.) \| \| |                                    |                                                        |                                                        |
| | 7,65                               | Wendeanlage Südbahnhof                                 | Wendeanlage Südbahnhof                                 |
| U-Bahn-Bahnhof (im Tunnel) | 7,9                                | Südbahnhof , Regional-/Fernverkehr                     | Südbahnhof , Regional-/Fernverkehr                     |
| U-Bahn-Haltepunkt / Haltestelle (im Tunnel) | 8,5                                | Schweizer Platz                                        | Schweizer Platz                                        |
| U-Bahn-Strecke unter Wasserlauf (im Tunnel) |                                    | Main                                                   | Main                                                   |
| U-Bahn-Kreuzung (im Tunnel) |                                    | Städtische Verbindungsbahn                             | Städtische Verbindungsbahn                             |
| U-Bahn-Turmbahnhof mit Tunnelstrecke (im Tunnel) | 9,4                                | Willy-Brandt-Platz (B-Strecke)                         | Willy-Brandt-Platz (B-Strecke)                         |
| U-Bahn-Abzweig geradeaus und ehemals von links (im Tunnel) | [ 2 ]                              | Rampe Große Gallusstraße (1978 stillgelegt)            | Rampe Große Gallusstraße (1978 stillgelegt)            |
| |                                    |                                                        |                                                        |
| U-Bahn-Turmbahnhof mit Tunnelstrecke (im Tunnel) | 10,0                               | Hauptwache (C-Strecke)                                 | Hauptwache (C-Strecke)                                 |
| |                                    |                                                        |                                                        |
| U-Bahn-Haltepunkt / Haltestelle (im Tunnel) | 10,4                               | Eschenheimer Tor                                       | Eschenheimer Tor                                       |
| | 10,4                               | Abstellanlage Eschenheimer Tor                         | Abstellanlage Eschenheimer Tor                         |
| U-Bahn-Haltepunkt / Haltestelle (im Tunnel) | 11,1                               | Grüneburgweg                                           | Grüneburgweg                                           |
| U-Bahn-Haltepunkt / Haltestelle (im Tunnel) | 11,5                               | Holzhausenstraße                                       | Holzhausenstraße                                       |
| U-Bahn-Haltepunkt / Haltestelle (im Tunnel) | 12,1                               | Miquel-/Adickesallee                                   | Miquel-/Adickesallee                                   |
| U-Bahn-Tunnelende | 12,4                               | Ende A-Tunnel (4,4 km)                                 | Ende A-Tunnel (4,4 km)                                 |
| U-Bahn-Haltepunkt / Haltestelle | 12,7                               | Dornbusch                                              | Dornbusch                                              |
| U-Bahn-Abzweig geradeaus und von rechts | 12,91                              | Verbindung von B-Strecke                               | Verbindung von B-Strecke                               |
| U-Bahn-Haltepunkt / Haltestelle | 13,4                               | Fritz-Tarnow-Straße                                    | Fritz-Tarnow-Straße                                    |
| U-Bahn-Haltepunkt / Haltestelle | 13,95                              | Hügelstraße                                            | Hügelstraße                                            |
| U-Bahn-Haltepunkt / Haltestelle | 14,6                               | Lindenbaum                                             | Lindenbaum                                             |
| U-Bahn-Haltepunkt / Haltestelle | 15,10,1                            | Weißer Stein (Bahnhof Eschersheim)                     | Weißer Stein (Bahnhof Eschersheim)                     |
| U-Bahn-Kreuzung mit Eisenbahn geradeaus oben |                                    | Main-Weser-Bahn                                        | Main-Weser-Bahn                                        |
| U-Bahn-Brücke über Wasserlauf |                                    | Maybachbrücke                                          | Maybachbrücke                                          |
| U-Bahn-Bahnhof | 0,85                               | Heddernheim                                            | Heddernheim                                            |
| U-Bahn-Dienststation / Betriebs- oder Güterbahnhof | 0,85                               | Betriebshof Heddernheim                                | Betriebshof Heddernheim                                |
| U-Bahn-Abzweig geradeaus, nach links und nach rechts |                                    |                                                        |                                                        |
| U-Bahn-Abzweig geradeaus und nach rechts | 1,1                                | -Streckenast nach Gonzenheim (s. u.)                   | -Streckenast nach Gonzenheim (s. u.)                   |
| U-Bahn-Haltepunkt / Haltestelle | 1,45                               | Zeilweg                                                | Zeilweg                                                |
| U-Bahn-Abzweig geradeaus, nach links und von links | 2,04                               | - u. -Streckenast nach Ginnheim (s. u.)                | - u. -Streckenast nach Ginnheim (s. u.)                |
| U-Bahn-Strecke |                                    | - u. -Streckenast zur Hohemark u. zum Riedberg (s. u.) | - u. -Streckenast zur Hohemark u. zum Riedberg (s. u.) |

Die U-Bahn-Strecke A oder A-Strecke ist die älteste und längste der drei Strecken der sogenannten Frankfurter U-Bahn. Das Stadtbahnnetz von Frankfurt am Main besteht aus neun Linien, die sich im inneren Stadtbereich zu drei Grundstrecken bündeln und nur in den Außenbezirken verzweigen.
Die A-Strecke ist eine wichtige Nord-Süd-Achse und verläuft vom Südbahnhof über die Innenstadt und die Eschersheimer Landstraße nach Heddernheim. Dort und an einigen der folgenden Stationen verzweigt sie sich in schließlich vier Äste, die in die Nordweststadt, nach Oberursel, nach Bad Homburg und zum – offiziell zur D-Strecke gehörenden – Riedberg führen. Sie besitzt 40 Stationen, davon sind neun im Tunnel und vier nach Metro-Kriterien ausgebaute offene Bahnhöfe. Zwei weitere liegen auf der Riedberg-Spange. Die A-Strecke wird von den Linien U1, U2, U3 und U8 befahren. Kern der A-Strecke ist die am 4. Oktober 1968 eröffnete älteste Strecke der Frankfurter U-Bahn von der Hauptwache zum Nordwestzentrum.

## Verlauf und Streckenbeschreibung

### Linienläufe:
Die A-Strecke lässt sich in fünf Streckenabschnitte unterteilen, die von den vier Linien U1, U2, U3 und U8 befahren werden. Alle Linien beginnen am Südbahnhof und benutzen die gemeinsame innerstädtische Stammstrecke bis Heddernheim. Hier teilt sich die Strecke in vier Äste, die über die Nordweststadt nach Ginnheim (U1), über Bonames und Nieder-Eschbach nach Gonzenheim (U2), über Oberursel zur Hohemark (U3) und seit 2010 über eine Verbindungsspange zum Riedberg (U8) verkehren. Es handelt sich im Grunde also um eine einzige Strecke, die sich in den nördlichen Außenbezirken in drei Äste mit einer Verbindungsspange zwischen dem mittleren und dem östlichen Ast verzweigt.
Die Linie U1 verkehrt als älteste Frankfurter U-Bahn-Linie seit 1968, bis 1978 unter dem Namen „A1“. Die Linie U2 nach Bad Homburg trug von 1910 bis 1971 als Überlandstraßenbahn der Frankfurter Lokalbahn die Liniennummer 25, danach verkehrte sie bis 1978 als U-Bahn-Linie „A2“. Die Oberurseler Strecke, heute von Linie U3 befahren, verkehrte von 1910 bis 1971 als Straßenbahnlinie 24, danach bis 1978 als U-Bahn-Linie „A3“. Zusätzlich verkehrte von 1910 bis 1971 auf dem Homburger Ast eine Verstärkungslinie 23 von der Innenstadt bis Bonames, von 1971 bis 1978 als „A4“. Seit Ende 2010 verbindet die neue Linie U8 den Stadtteil Riedberg mit der Innenstadt.
Die Unterscheidungen der Linien nach Buchstaben resultieren zwar vorwiegend aus planerischen und baulichen Unterlagen, wurden aber – einmalig in Deutschland – in die ehemaligen Liniennummern A1 bis A4 übernommen, die auf der Strecke fuhren. Dies galt auch für die ehemalige B1 (heutige U5), die auf der U-Bahn-Strecke B verkehrte. Wie sehr die Affinität zu den Planungs- und Bauunterlagen in Frankfurt ging, wird daran deutlich, dass die Zwischenebene an der Station Hauptwache bis heute auch im Volksmund „B-Ebene“ heißt (A-Ebene = Erdboden, C-Ebene S-Bahn und U-Bahn C-Strecke mit U6 und U7, D-Ebene A-Strecke).
Innerhalb der Linien A1 bis A4 war die rote Farbe für die Linie A1 und die grüne Linie für die Linie A2 vorgesehen. In der originalen Gestaltung der Haltestellen von der Hauptwache bis Heddernheim waren beide Farbstreifen in Form unterschiedlich langer waagerechter Farbstreifen als Orientierungshilfe angebracht, während beispielsweise am Zeilweg, wo nur die U1 verkehrt, lediglich der rote Balken zu finden war. Die Farbgebung hatte zwar in der Stationsgestaltung mehr als 30 Jahre Bestand, wurde aber nicht weiter aufgegriffen und blieb daher ungenutzt.

### Streckenabschnitte
Offiziell wird die A-Strecke nicht nach den Linienführungen untergliedert, sondern nach Bauabschnitten. Die Abschnitte der Stammstrecke sind mit römischen Zahlen nummeriert. Die Anschlussstrecken haben arabische Nummern, wobei die Strecke zum Riedberg offiziell zur D-Strecke gehört.
Im Einzelnen gilt folgende Nummerierung (von Süd nach Nord sowie von West nach Ost):
| Teil der Stammstrecke                      | A V   | Neu-Isenburg – Südbahnhof                                    | Realisierung nicht absehbar |
| Teil der Stammstrecke                      | A IV  | Südbahnhof – Untermainkai                                    | in Betrieb U1, U2, U3, U8 |
| Teil der Stammstrecke                      | A II  | Untermainkai – Willy-Brandt-Platz – Kaiserstraße             | in Betrieb U1, U2, U3, U8; das Baulos gehörte teilweise zu B I                                                                      |
| Teil der Stammstrecke                      | A I   | (Rampe Große Gallusstraße –) Hauptwache – Rampe Humserstraße | Rampe Große Gallusstraße stillgelegt; übrige Strecke in Betrieb U1, U2, U3, U8                                                      |
| Teil der Stammstrecke                      | A III | Rampe Humserstraße – Weißer Stein                            | an der Oberfläche in Betrieb U1, U2, U3, U8; Tunnelführung nicht mehr angestrebt                                                    |
| Teil der Stammstrecke und Anschlussstrecke | A 1   | Weißer Stein – Heddernheim – Nordwestzentrum – Ginnheim      | in Betrieb; bis Heddernheim U1, U2, U3, U8, Heddernheim bis Gleisdreieck Niederursel U1, U3, U8, ab Gleisdreieck Niederursel U1, U9 |
| Anschlussstrecke                           | A 3   | Gleisdreieck Niederursel – Oberursel-Hohemark                | in Betrieb U3 |
| (Teil der D-Strecke)                       |       | Riedbergspange                                               | in Betrieb U8, U9 |
| Anschlussstrecke                           | A 2   | Heddernheim – Gonzenheim – Bad Homburg Bahnhof               | bis Nieder-Eschbach in Betrieb U2, U9, bis Gonzenheim in Betrieb U2, ab Gonzenheim in Planung                                       |

Im Folgenden werden nun alle Teilabschnitte von Süd nach Nord geordnet betrachtet.

### Stammstrecke Südbahnhof – Heddernheim

#### Sachsenhausen

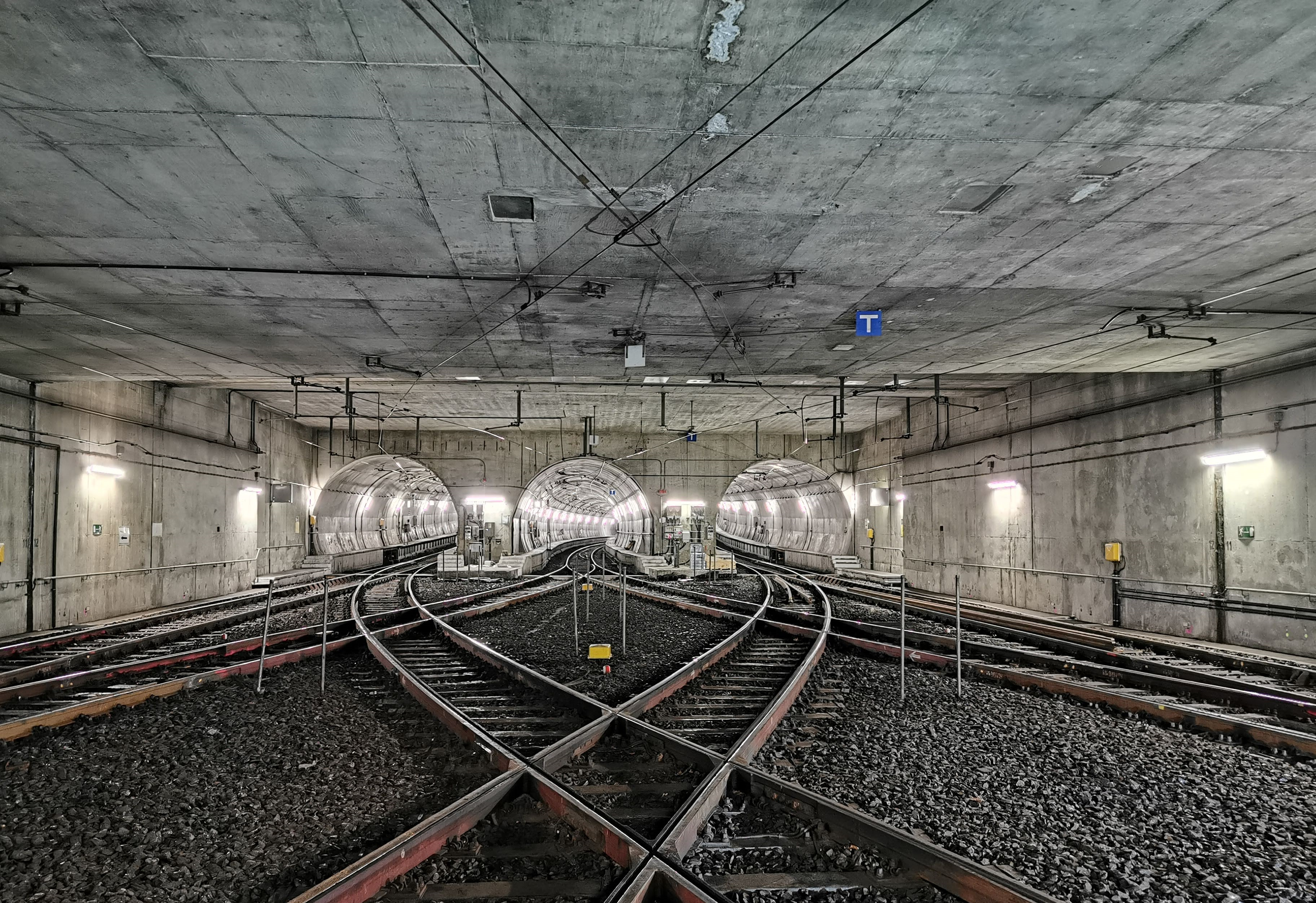
Kehr- und Abstellanlage am Südbahnhof

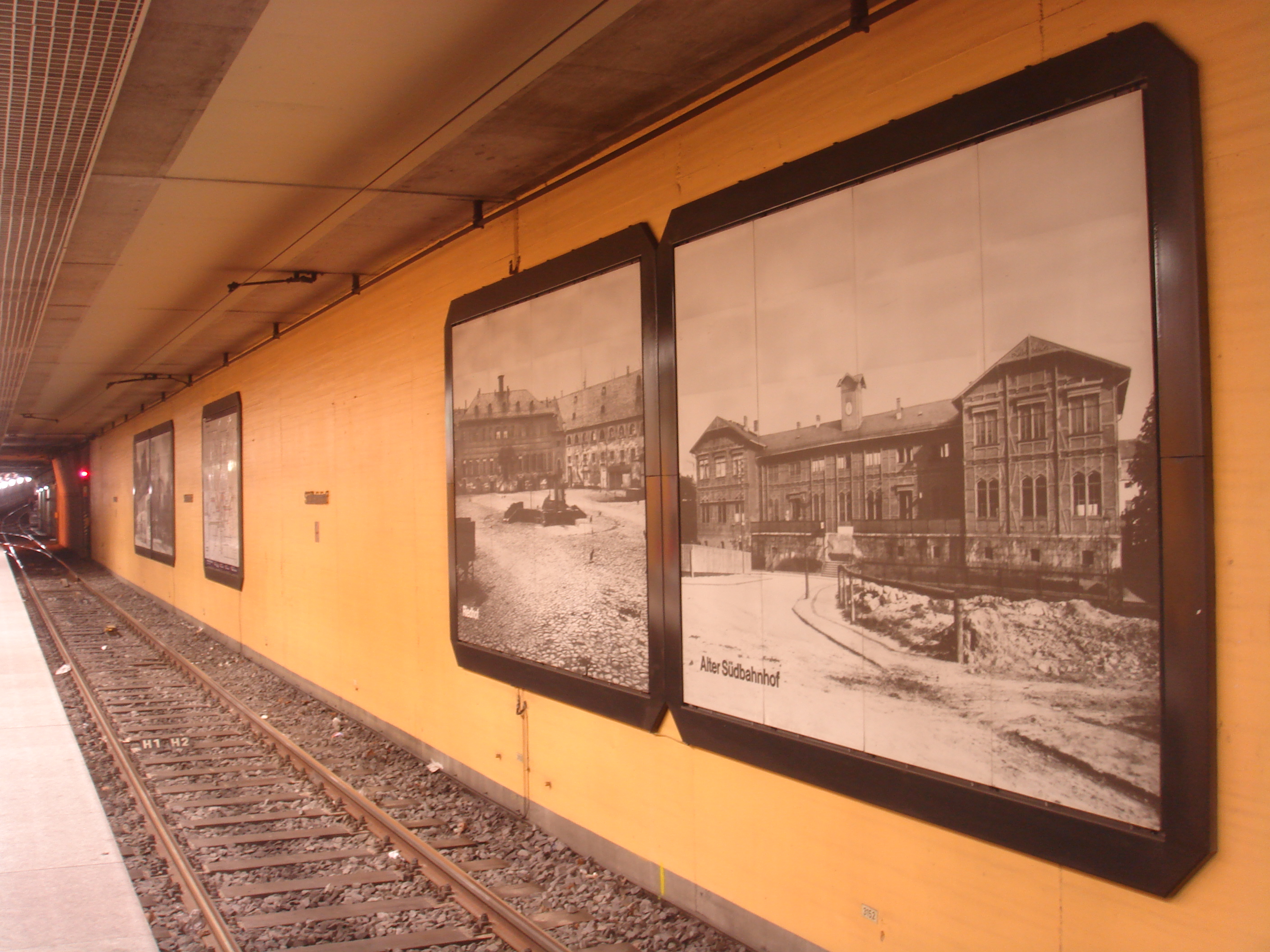
U-Bahn-Gleise im Südbahnhof mit historischen Fotos

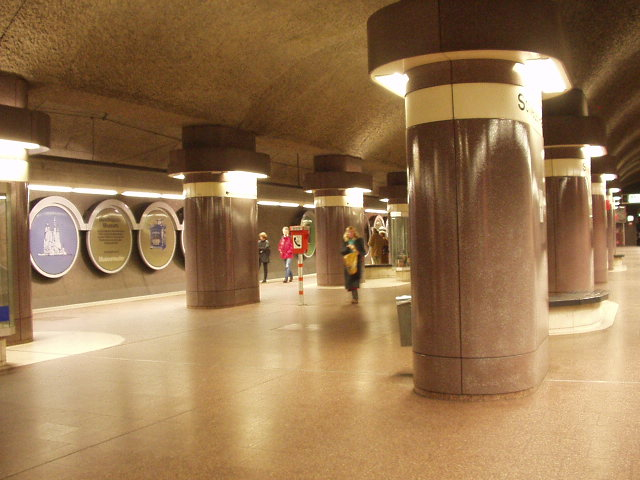
U-Bahnhof Schweizer Platz

Die A-Strecke beginnt am Südbahnhof im Stadtbezirk Sachsenhausen. Der Südbahnhof ist ein wichtiger Knoten des Nah- und Regionalverkehrs. Hier halten Fernzüge, die Regionalzüge des Rhein-Main-Verkehrsverbundes, die S-Bahn-Züge nach Langen und Darmstadt, Stadt- und Regionalbusse sowie die Straßenbahnlinien 15, 16, 18 und 19. Die Bahnsteighalle der U-Bahn liegt quer unter den Bahnsteigen der Eisenbahn und bietet kurze Umsteigewege zu den anderen Schienenverkehrsmitteln. Als Endstation der A-Strecke schließt sich an die Bahnsteiggleise nach Süden eine dreigleisige Wende- und Abstellanlage an, deren äußere Gleise für eine projektierte Weiterführung der Strecke in Richtung Sachsenhäuser Warte vorgesehen waren (siehe Neubauprojekte).
Der Südbahnhof liegt in einem lebendigen, gründerzeitlichen Innenstadtviertel, das neben Einzelhandels- und Gastronomie-Einrichtungen auch über zahlreiche begehrte Wohnungen verfügt. Der halbrunde Bahnhofsvorplatz, der Diesterwegplatz, ist Mittelpunkt dieses Stadtquartiers und dient mehrmals wöchentlich als Marktplatz.
Der Streckentunnel der U-Bahn verläuft vom Südbahnhof durch die Diesterwegstraße zum Schweizer Platz und unterquert dort die Schweizer Straße. Die nach dem Vorbild Pariser Boulevards angelegte Schweizer Straße ist mit ihren zahlreichen Geschäften und Kneipen die Hauptstraße von Sachsenhausen. Der U-Bahnhof Schweizer Platz liegt unter dem von Schweizer-, Schneckenhof-, Cranach- und Gartenstraße begrenzten Häuserblock. Die Station Schweizer Platz wurde als erste Station in Frankfurt vollständig bergmännisch errichtet, da die Bebauung des Schweizer Platzes die sonst übliche Baugrube ohne Gefährdung der Standfestigkeit benachbarter Bauten nicht zuließ. Durch die besondere Bauweise – erst die beiden Röhren, dann die Verbindung mittels einer dritten Röhre – vermittelt die dreischiffige, gewölbte Bahnsteighalle einen sakralen Raumeindruck und erinnert an eine romanische Krypta.
Nördlich davon unterfährt die U-Bahn drei weitere Häuserblocks, das Deutsche Architekturmuseum am Museumsufer und anschließend, etwas westlich der Untermainbrücke, den Main, dessen Unterquerung ebenfalls mit ganz besonderen Schwierigkeiten verbunden war (siehe Tunnelbau).

#### City

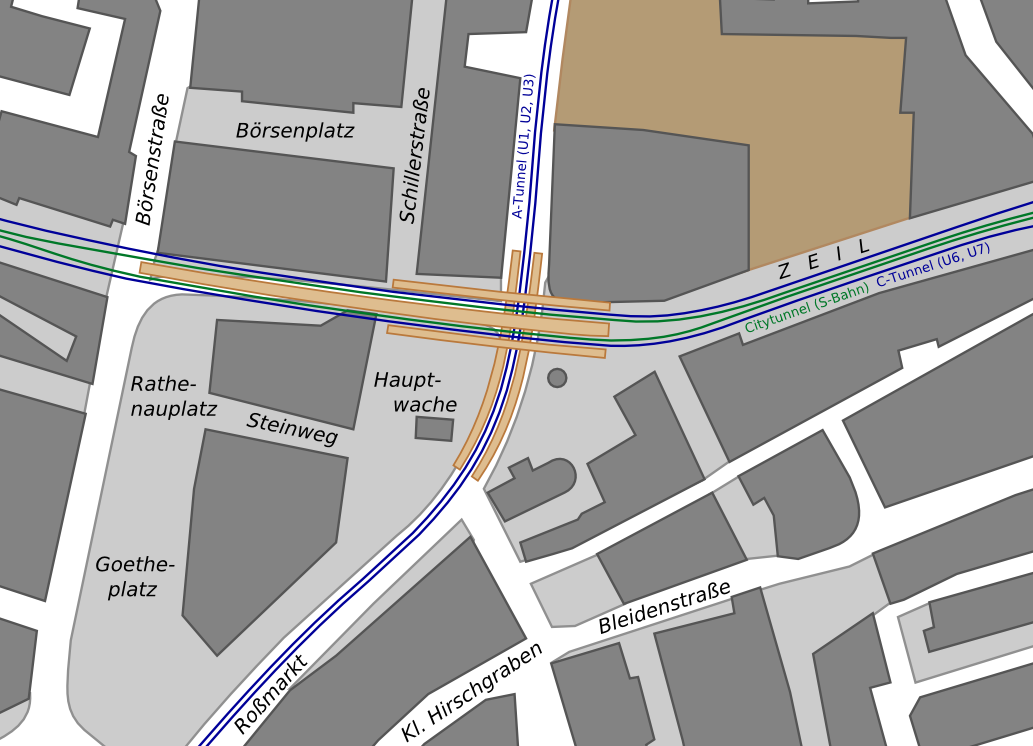
Schnellbahnknoten Hauptwache

Die U-Bahn unterquert, vom Main kommend, die Nizzaanlagen und das Jüdische Museum, um in Höhe der Städtischen Bühnen die Neue Mainzer Straße zu erreichen. Diese nordmainische Fortsetzung der Schweizer Straße ist die Hauptachse des Frankfurter Bankenviertels, eine sehenswerte Straßenschlucht. Unter der hier abzweigenden Friedensstraße liegt der U-Bahnhof Willy-Brandt-Platz (bis 1992 Theaterplatz). Sein südlicher Ausgang führt auf ebendiesen, der nördliche auf den Kaiserplatz. Am Willy-Brandt-Platz kann seit 1974 auf die Linien der B-Strecke umgestiegen werden, es handelt sich um den ältesten Umsteigebahnhof der Frankfurter U-Bahn. Von 1971 bis 1984 war er der südliche Endpunkt der A-Strecke. Ebenfalls kann hier auf die an der Oberfläche verkehrenden Straßenbahnlinien 11, 12 und 14 umgestiegen werden.
Die Strecke verläuft ab dem Kaiserplatz durch die Kaiserstraße und den Roßmarkt bis zur Hauptwache. Hier, im Stadtmittelpunkt des modernen Frankfurt, treffen A-Strecke, C-Strecke und der City-Tunnel der S-Bahn im Schnellbahnknoten Hauptwache zusammen. Unter dem Platz liegt ein ausgedehntes, im Frankfurter Sprachgebrauch als B-Ebene bezeichnetes Einkaufs- und Verteilergeschoss. Darunter liegt der viergleisige Gemeinschaftsbahnhof der C-Strecke und der S-Bahn, noch tiefer quer dazu – im dritten Untergeschoss – schließlich der Bahnhof der A-Strecke. Nach Eröffnung der Frankfurter U-Bahn 1968 war er bis 1971 der südliche Endpunkt der ersten Frankfurter U-Bahn-Linie, der damaligen A1.
Von der Hauptwache führt ein relativ kurzer Streckentunnel durch die Große Eschenheimer Straße nach Norden zum Eschenheimer Tor. Beim Bau des U-Bahnhofs Eschenheimer Tor wollte man nicht nur den öffentlichen Nahverkehr, sondern auch die Fußgänger in den Untergrund verbannen, um an der Oberfläche maximalen Platz für den Kfz-Verkehr zu schaffen: der historische Platz, schon im frühen 20. Jahrhundert eine große Straßenkreuzung, sollte nach der Planung der 1960er Jahre von Passanten nur noch durch das Verteilergeschoss des Bahnhofs unterquert werden. Nach einigen Jahren wurden jedoch wieder ebenerdige Fußgängerquerungen eingerichtet.

#### Westend und Nordend

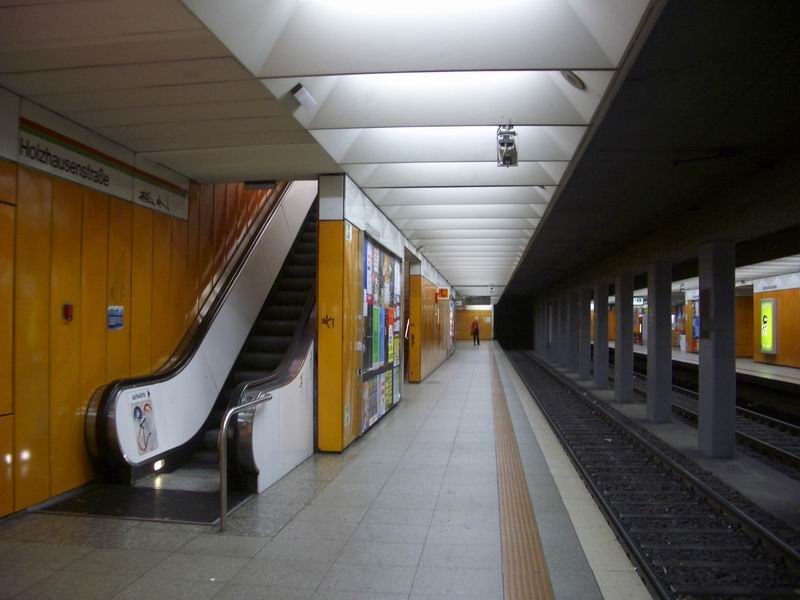
U-Bahnhof Holzhausenstraße

Am Eschenheimer Tor beginnt die Eschersheimer Landstraße, die wichtigste nördliche Ausfallstraße der Stadt. In ihrem ersten Abschnitt bildet sie die Grenze zwischen den gründerzeitlichen Innenstadtbezirken Westend und Nordend und ist vergleichsweise schmal und kurvenreich. Hier befinden sich drei baulich recht ähnliche U-Bahnhöfe, die Stationen Grüneburgweg, Holzhausenstraße und Miquel-/Adickesallee.
Der erstgenannte Bahnhof erschließt den Grüneburgweg, eine Einkaufsstraße im Westend, und die Hochschule für Musik und Darstellende Kunst. Die Station Holzhausenstraße dient den Studenten der Johann Wolfgang Goethe-Universität Frankfurt am Main auf ihrem Weg zum neuen Campus Westend im ehemaligen I.G. Farben-Gebäude. Am Bahnhof Miquel-/Adickesallee liegt das neue Polizeipräsidium. Beim Bau dieses Bahnhofs wurde als Bauvorleistung ein Teilstück eines geplanten Autobahntunnels im Rahmen der heutigen A 66 („Alleentunnel“) inklusive unterirdischer Bushaltestelle miterrichtet. Diese Planung wurde später aufgegeben, ein Teil des bereits gebauten Stückes dient seitdem als Fußgängertunnel.
Die Station Miquel-/Adickesallee wurde als erste Station des Frankfurter U-Bahn-Netzes geplant und errichtet. Die Bahnsteiglänge ist mit 95 Metern um fünf Meter kürzer als die der übrigen Stationen, da sie auf die Länge eines Zuges aus vier Wagen des Prototyps U1 bemessen worden ist. Dieser ist mit 23 Metern etwa einen Meter kürzer als die nachfolgenden Baureihen. Auf eine Verlängerung des Bahnsteigs hat man aus Kostengründen verzichtet. Bei Zügen aus vier Triebwagen wird stattdessen die letzte Tür elektronisch verriegelt, da sie im Tunnel zum Stehen kommen kann. Die Fahrgäste werden darauf durch eine automatische Durchsage hingewiesen.

#### Dornbusch, Eschersheim und Heddernheim

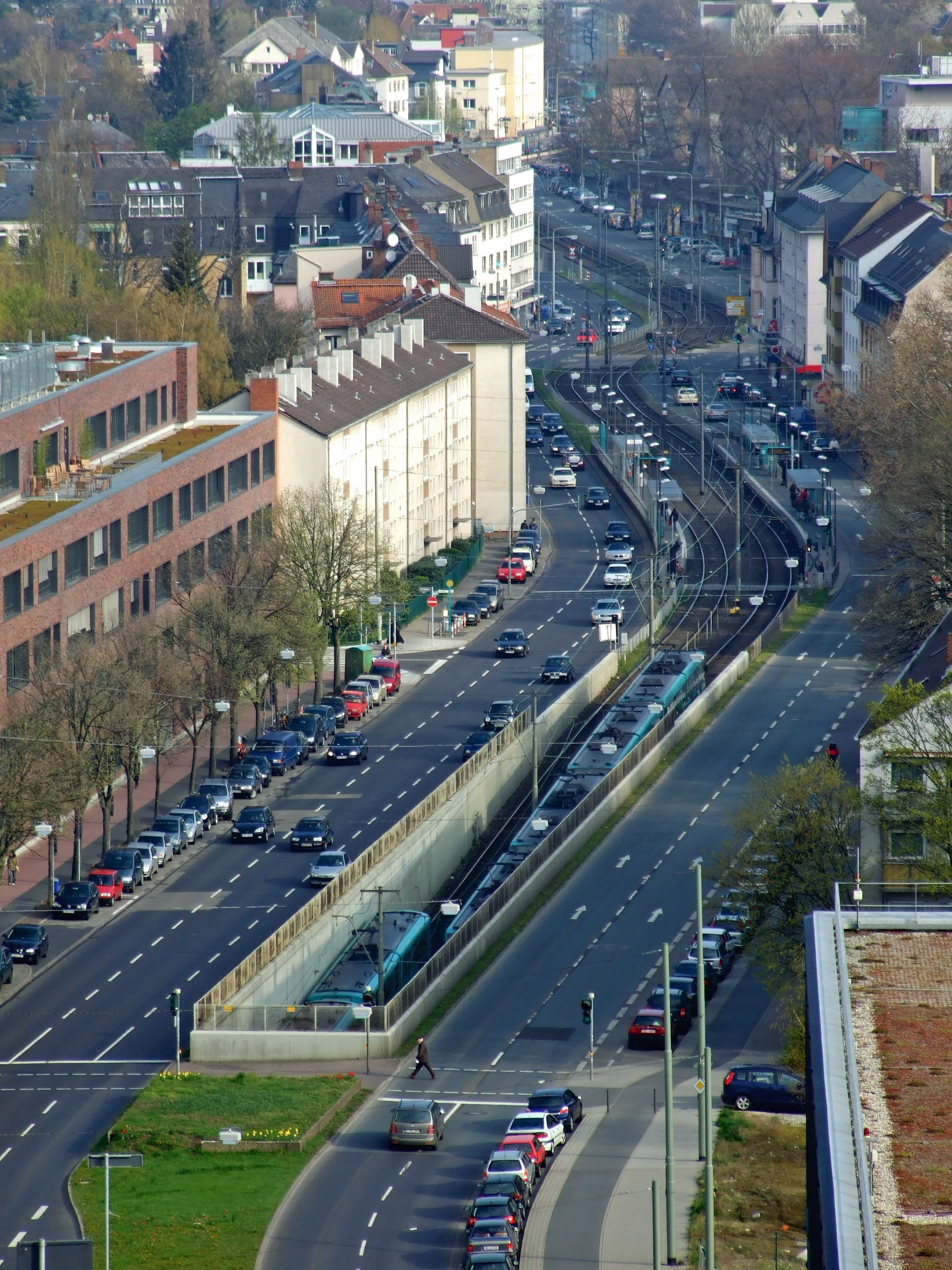
Beginn der Trassierung auf dem Mittelstreifen an der Rampe „Humserstraße“

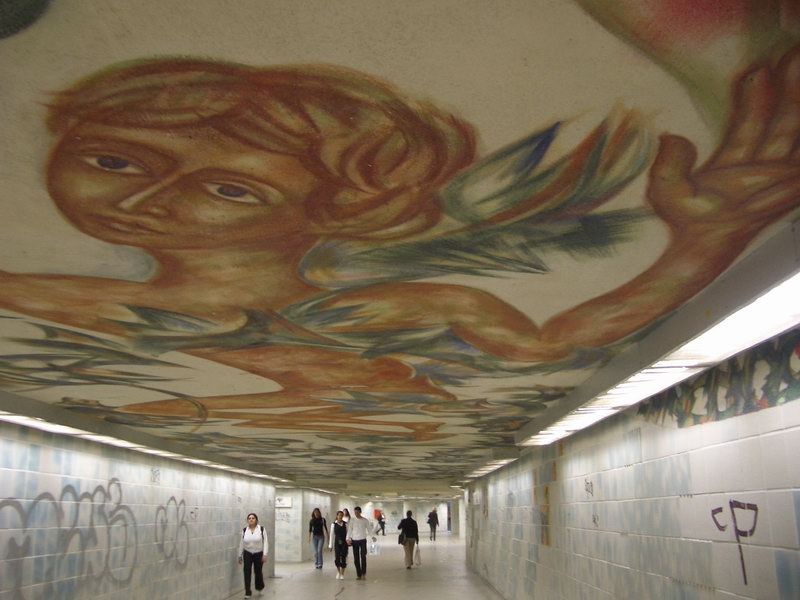
Dornbusch: Unterirdischer Zugang (mit Deckengemälde) zur Station an der Oberfläche

Nach der ursprünglichen Planung sollte die A-Strecke vom Stadtzentrum bis nach Eschersheim im Tunnel verlaufen. Aus finanziellen Gründen wurden jedoch „zunächst“ nur der südliche Tunnelabschnitt errichtet. Nördlich der Miquelallee wurde die Strecke über eine provisorische Rampe an die Oberfläche geführt und die Straßenbahn nach Heddernheim zur Stadtbahnstrecke ausgebaut. Sie verläuft auf besonderem Bahnkörper ebenerdig auf dem Mittelstreifen der Eschersheimer Landstraße mit den oberirdischen Stationen Dornbusch, Fritz-Tarnow-Straße, Hügelstraße, Am Lindenbaum und Am Weißen Stein.
Die Streckengleise im oberirdischen Abschnitt zwischen Dornbusch und Heddernheim sind auf beiden Seiten eingezäunt. Es gibt sieben Bahnübergänge für den Fahrzeugverkehr: am Marbachweg, an der Fritz-Tarnow-Straße stadtauswärts, an der Hügelstraße, am Lindenbaum stadteinwärts, an der Höllbergstraße stadteinwärts sowie zwei am Weißen Stein (stadtauswärts und stadteinwärts). Unterführungen sollten den Fußgängern ein sicheres Überqueren der Straße erlauben. Die Unterführung an der Fritz-Tarnow-Straße wurde 1992 vom Frankfurter Architekten Christoph Mäckler unter dem Titel „U-Bahnunterführung“ künstlerisch gestaltet. Sie ist mit Ziegelsteinen verkleidet, der je nach Standort ein jeweils unterschiedliches Oberflächenbild ergibt. Ein Zugang zu den Bahnsteigen ist nach Umbauarbeiten heute, ebenso wie an der Station Lindenbaum, nicht mehr möglich.
Bis in die 1990er Jahre waren keine oberirdischen Fußgängerüberwege und Bahnsteigzugänge vorgesehen; die Bahnsteige der Stationen waren ausschließlich über großzügige unterirdische Verteilergeschosse zu erreichen. Die Stadtteile Dornbusch und Eschersheim waren faktisch in zwei Hälften zerschnitten. Die Eschersheimer Landstraße entwickelte sich zu einem gefährlichen Unfallschwerpunkt. Im Laufe der Zeit wurden 10 ampelgesicherte oberirdische Fußgängerüberwege eingerichtet. Trotzdem kommt es immer wieder zu schweren Unfällen zwischen U-Bahnen und Kraftfahrzeugen oder Fußgängern. Vielfach laufen Passanten bei Rot bzw. abseits der Fußgängerüberwege zu den Bahnsteigen. Von 1968 bis 2010 starben auf dem Streckenabschnitt 32 Menschen.
Die städtebaulich und betrieblich unbefriedigende Situation ist auf absehbare Zeit nicht behebbar, da der Streckenausbau allein durch die Stadt ohne Bundeszuschüsse finanziert werden müsste. Die „provisorische“ Tunnelrampe an der Humserstraße verläuft auf Stahlstelzen, die bei einer Verlängerung des Tunnels entfernt werden können. Eine Verlängerung des Tunnels ist allerdings derzeit nicht geplant.
Nördlich der Station Dornbusch zweigt nach Osten in den Marbachweg die größtenteils eingleisige, straßenbündige Betriebsstrecke zur U-Bahn-Linie U5 und zur Wagenhalle Eckenheim ab. Bis 1978 gab es hier sogar eine oberirdische Kreuzung zwischen der A-Strecke und einer Straßenbahnstrecke, die von Eckenheim über Dornbusch und Hansaallee in den Reuterweg führte. Die Straßenbahn wurde 1978 stillgelegt und die Kreuzungsanlage ausgebaut.
Nördlich der Station Weißer Stein überquert die A-Strecke zunächst einen Geländeeinschnitt, in dem die Main-Weser-Bahn (S-Bahn-Linie S6) verläuft, danach auf einer parallel zur Maybachbrücke führenden Brücke über die Nidda hinab zur Station Heddernheim. Am Anfang des Bahnhofs Heddernheim überquert die stadtauswärts führende Richtungsfahrbahn der Maybachstraße die U-Bahn-Strecke. Die Station Heddernheim liegt somit bereits nördlich der Straße. Die Station ist dreigleisig, das dritte Streckengleis wird jedoch nur für beginnende oder endende Fahrten genutzt und kann nur aus Richtung Norden angefahren werden.
Unmittelbar nördlich der Station schließt sich der Betriebshof Heddernheim an, in dem die meisten Fahrzeuge der A-Strecke abgestellt werden. Es finden deshalb regelmäßig betriebliche Abläufe wie Ein- und Aussetzen sowie Stärken oder Schwächen von durchfahrenden Zügen statt. Der ältere Teil des Betriebshofes liegt westlich der Streckengleise, der neuere Teil östlich. Am nördlichen Ende des Betriebshofes zweigt die Strecke nach Gonzenheim von den anderen Strecken ab. Die Kreuzung erfolgt nicht höhenfrei, was gelegentlich zu Verzögerungen führt, wenn zum Beispiel ein stadteinwärts fahrender Zug der Linie U2 auf einen stadtauswärts fahrenden Zug der anderen Linien warten muss.

### Heddernheim – Ginnheim U1
| U-Bahnhof Nordwestzentrum, Bahnsteig 1, Richtung Ginnheim |                      |                                                    |                                                    |
| Spurweite: | 1435 mm (Normalspur) |                                                    |                                                    |
| |                      |                                                    |                                                    |
| \| \| \| von der Stammstrecke \| \| \| \| 0,85 \| Heddernheim \| Heddernheim \| \| \| \| Betriebshof Heddernheim \| \| \| \| 1,1 \| U2 nach Gonzenheim (→ s. u.) \| U2 nach Gonzenheim (→ s. u.) \| \| \| 1,45 \| Zeilweg \| Zeilweg \| \| \| 2,04 \| U3 zur Hohemark, \| U3 zur Hohemark, \| \| \| \| U9 nach Nieder-Eschbach (→ s. u.) \| \| \| \| 2,4 \| Heddernheimer Landstraße \| Heddernheimer Landstraße \| \| \| \| Nordweststadttunnel (1,1 km) \| \| \| \| 3,1 \| Nordwestzentrum \| Nordwestzentrum \| \| \| \| \| \| \| \| 3,7 \| Römerstadt \| Römerstadt \| \| \| 2,8 \| Wendegleis bzw. 2 Abstellgleise nur von Römerstadt \| Wendegleis bzw. 2 Abstellgleise nur von Römerstadt \| \| \| \| Niddabrücke \| \| \| \| 4,75 \| Ginnheim/Niddapark \| Ginnheim/Niddapark \| \| \| \| Main-Weser-Bahn \| \| \| \| \| Verbindung zur Straßenbahn \| \| \| \| 5,28 \| Ginnheim Mitte \| Ginnheim Mitte \| |                      |                                                    |                                                    |
| U-Bahn-Strecke |                      | von der Stammstrecke                               | von der Stammstrecke                               |
| U-Bahn-Bahnhof | 0,85                 | Heddernheim                                        | Heddernheim                                        |
| U-Bahn-Abzweig geradeaus, nach links und nach rechts |                      | Betriebshof Heddernheim                            | Betriebshof Heddernheim                            |
| U-Bahn-Abzweig geradeaus und nach rechts | 1,1                  | U2 nach Gonzenheim (→ s. u.)                       | U2 nach Gonzenheim (→ s. u.)                       |
| U-Bahn-Haltepunkt / Haltestelle | 1,45                 | Zeilweg                                            | Zeilweg                                            |
| U-Bahn-Abzweig geradeaus, nach rechts und von rechts | 2,04                 | U3 zur Hohemark,                                   | U3 zur Hohemark,                                   |
| U-Bahn-Strecke |                      | U9 nach Nieder-Eschbach (→ s. u.)                  | U9 nach Nieder-Eschbach (→ s. u.)                  |
| U-Bahn-Haltepunkt / Haltestelle | 2,4                  | Heddernheimer Landstraße                           | Heddernheimer Landstraße                           |
| U-Bahn-Tunnelanfang |                      | Nordweststadttunnel (1,1 km)                       | Nordweststadttunnel (1,1 km)                       |
| U-Bahn-Bahnhof (im Tunnel) | 3,1                  | Nordwestzentrum                                    | Nordwestzentrum                                    |
| U-Bahn-Tunnelende |                      |                                                    |                                                    |
| U-Bahn-Haltepunkt / Haltestelle | 3,7                  | Römerstadt                                         | Römerstadt                                         |
| | 2,8                  | Wendegleis bzw. 2 Abstellgleise nur von Römerstadt | Wendegleis bzw. 2 Abstellgleise nur von Römerstadt |
| U-Bahn-Brücke über Wasserlauf |                      | Niddabrücke                                        | Niddabrücke                                        |
| U-Bahn-Haltepunkt / Haltestelle | 4,75                 | Ginnheim/Niddapark                                 | Ginnheim/Niddapark                                 |
| U-Bahn-Kreuzung mit Eisenbahn geradeaus oben |                      | Main-Weser-Bahn                                    | Main-Weser-Bahn                                    |
| U-Bahn-Abzweig geradeaus und nach rechts |                      | Verbindung zur Straßenbahn                         | Verbindung zur Straßenbahn                         |
| U-Bahn-Kopfbahnhof Streckenende | 5,28                 | Ginnheim Mitte                                     | Ginnheim Mitte                                     |

Der Linienast von Heddernheim nach Ginnheim wird von der U1 und zwischen der Station Heddernheimer Landstraße und Ginnheim zusätzlich von der zur D-Strecke gehörenden Linie U9 befahren. Im Gegensatz zu den beiden Ästen der Linien U2 und U3 wurde dieser Streckenabschnitt von vornherein als U-Bahn neu gebaut, während die anderen beiden aus Überlandstraßenbahnen hervorgegangen sind. Er war Teil der ersten Frankfurter U-Bahn-Strecke, die ab 1968 von der Hauptwache in die Anfang der 1960er Jahre erbaute Großsiedlung Nordweststadt führte.

#### Nordweststadt

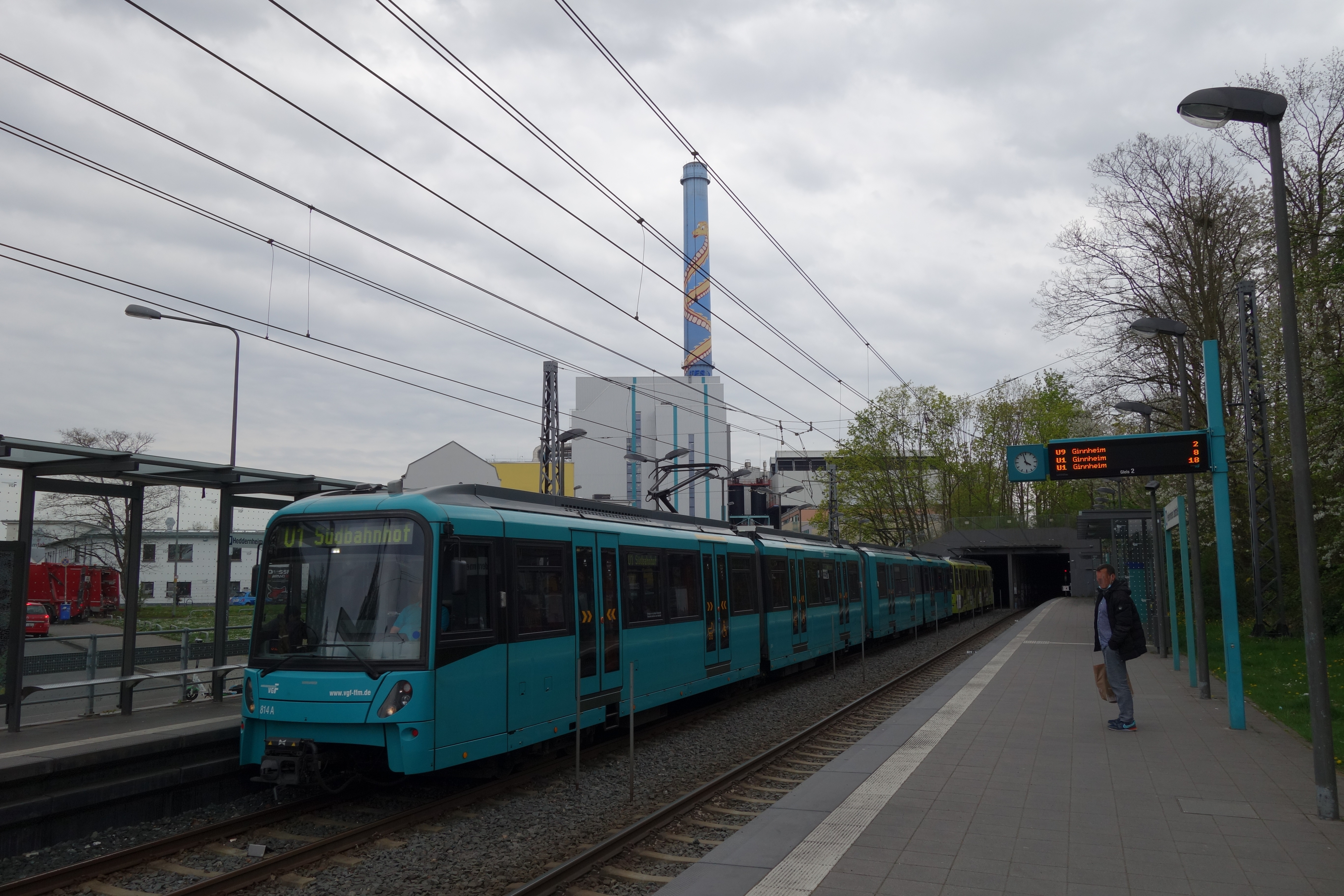
U-Bahn-Station Heddernheimer Landstraße am Tunnelportal zum Nordwestzentrum, dahinter das Müllheizkraftwerk

Die Strecke der U1 zweigt zwischen der Heddernheimer Station Zeilweg und der Niederurseler Station Wiesenau von der Oberurseler Strecke nach Süden ab, wo sie mit dem vom Riedberg kommenden Streckenabschnitt ein Gleisdreieck bildet. Sie verläuft kurz östlich parallel zur Rosa-Luxemburg-Straße, einer Stadtautobahn, die ihre Existenz wie die U1 der Anbindung der Nordweststadt verdankt. An der durch die Autobahn unterbrochenen Heddernheimer Landstraße liegt der gleichnamige U-Bahnhof. Er erschließt den nördlichen Teil der Großsiedlung, das Viertel „Wiesenau“. Der Bahnhof war bis zu seiner im April 2010 abgeschlossenen Sanierung durch jahrzehntelangen Vandalismus schwer gezeichnet.
Unmittelbar am südlichen Bahnsteigende beginnt der U-Bahn-Tunnel unter der Nordweststadt. Er unterquert in spitzem Winkel die Rosa-Luxemburg-Straße und führt zum U-Bahnhof Nordwestzentrum. Das Nordwestzentrum war ursprünglich nicht als geschlossene Shopping Mall, sondern als Zentrum der Nordweststadt konzipiert, und enthielt neben zahlreichen Geschäften auch viele soziale Einrichtungen und einen Campus der Frankfurt University of Applied Sciences. Der heutige Betreiber, der die Sanierung des U-Bahnhofs finanzierte, entwickelte das Nordwestzentrum zu einem großen Einkaufszentrum. Sein Einzugsgebiet reicht heute weit über die Nordweststadt hinaus. Außer dem U-Bahnhof gibt es am Nordwestzentrum auch einen Busbahnhof, der sich innerhalb des Gebäudekomplexes befindet.
Südlich des Bahnhofs schwenkt der Tunnel auf die Achse der Rosa-Luxemburg-Straße ein und endet nach rund 600 Metern im Mittelstreifen der Stadtautobahn. Direkt am Tunnelausgang liegt der U-Bahnhof Römerstadt, benannt nach der von Ernst May auf dem Gelände der antiken Stadt Nida errichteten Siedlung Römerstadt.

#### Römerstadt bis Ginnheim

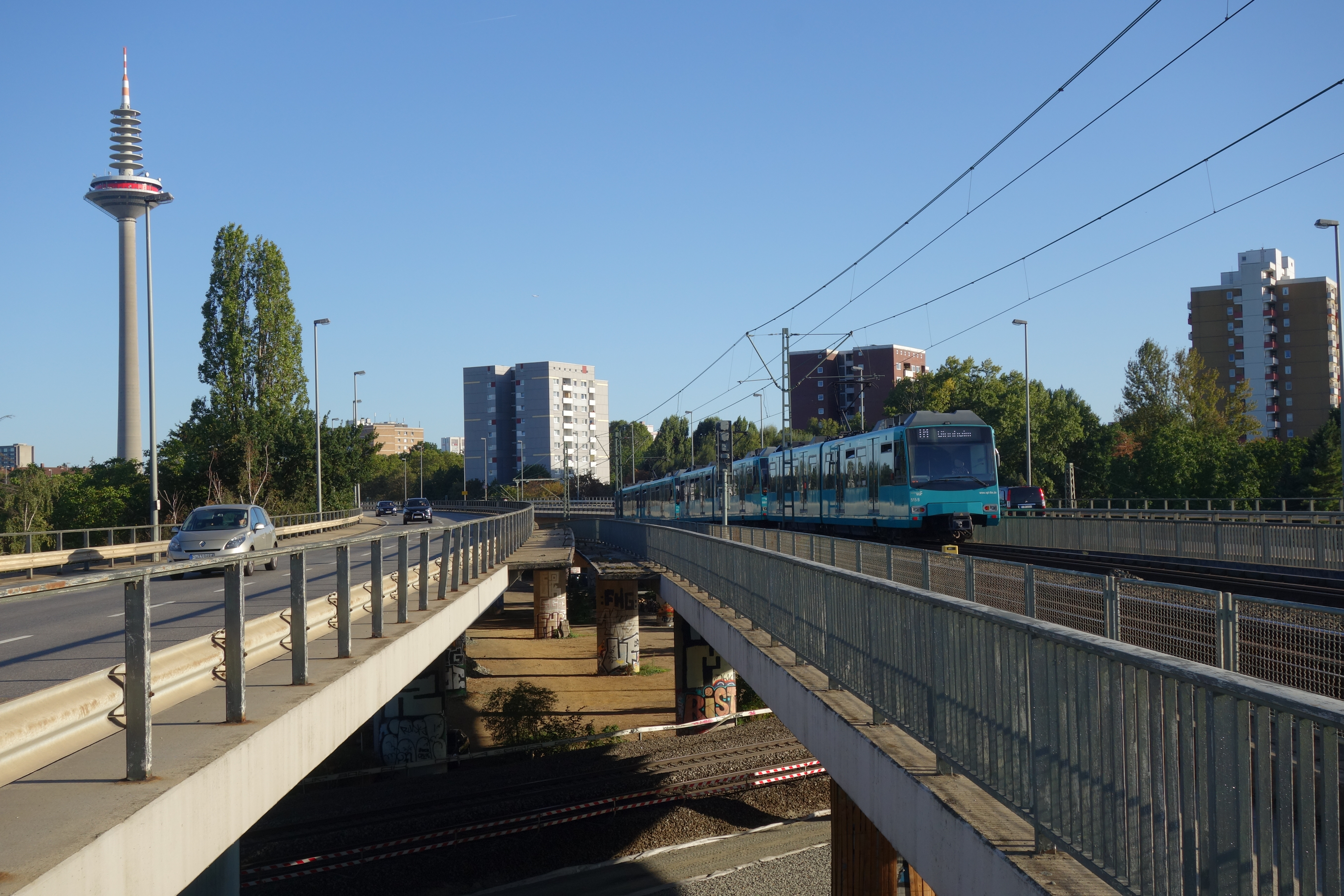
Gemeinsame Hochtrasse von U-Bahn und Rosa-Luxemburg-Straße auf der Überführung über die Main-Weser-Bahn bei Ginnheim

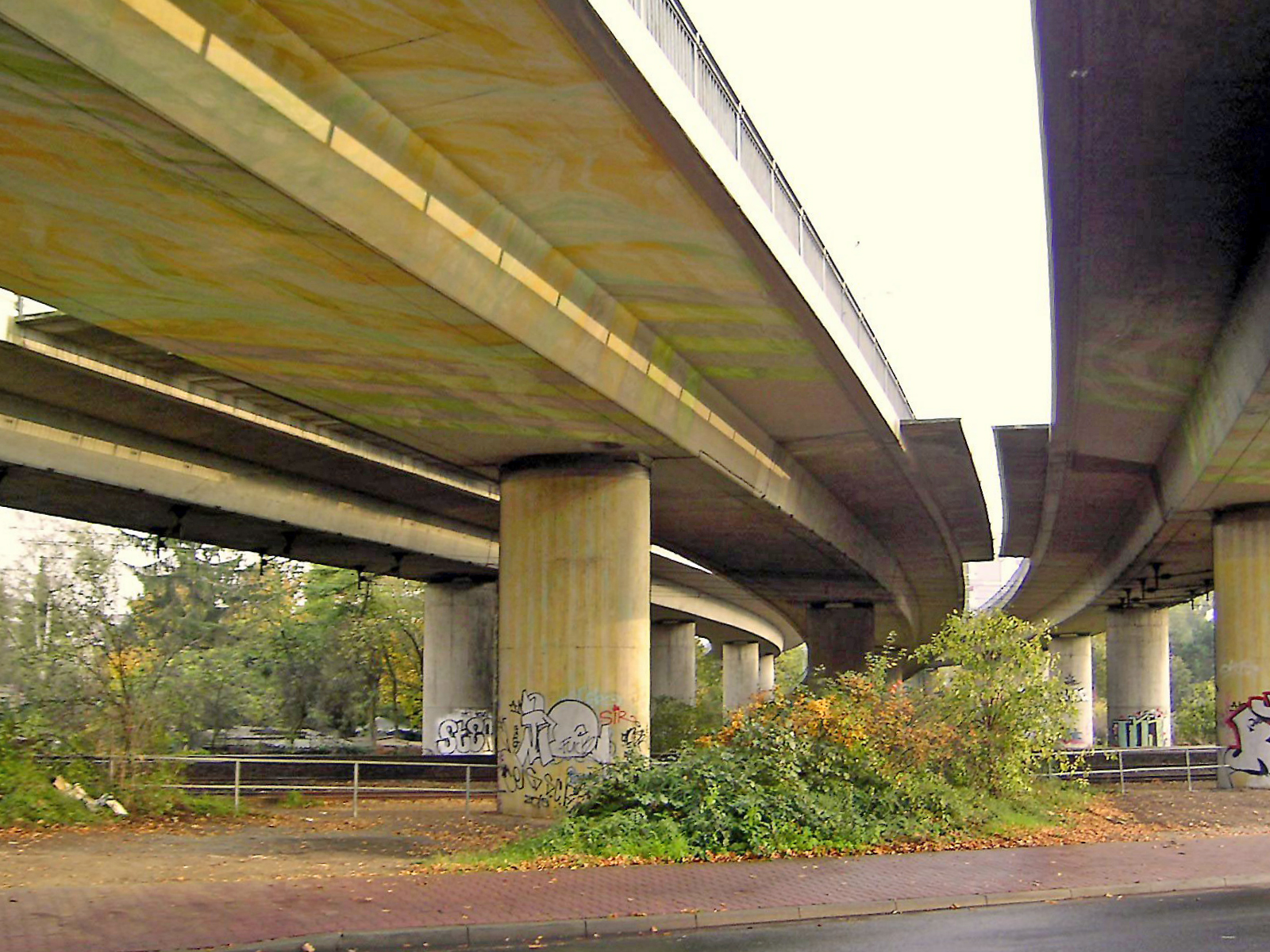
Der Hochbahnviadukt am Niddapark von unten

Südlich der Hadrianstraße überquert die Stadtbahn eine betonierte Fläche, die teilweise als Parkplatz genutzt wird. Ab hier beginnt auch ein Weg, der von der U-Bahn-Station in den nahegelegenen Niddapark führt. Die Trasse schwenkt etwas nach Westen aus, um einen ehemaligen Luftschutzbunker im Mittelstreifen zu passieren. Nach dem Bunker endet die Brücke und die Stadtbahn wird gemeinsam mit der Rosa-Luxemburg-Straße auf einem Damm geführt. Hier befindet sich eine Wendeanlage zwischen den Streckengleisen. Das westliche Gleis ist 155 Meter lang, sodass hier sechs Triebwagen in einer Reihe abgestellt werden können. Das östliche Gleis ist nur 105 Meter lang und somit nur für vier Triebwagen ausgelegt. Hier werden einzelne Kurse der Linie U1 und U9 abgestellt, die in den Schwachverkehrszeiten nicht gebraucht werden. Die Wendeanlage wird seit der Verlängerung nach Ginnheim planmäßig nicht mehr zum Wenden genutzt. Bei einer Sperrung der Strecke Richtung Oberursel können Züge der Linie U3 zur Entlastung von Heddernheim zur Römerstadt umgeleitet werden.
Hinter der Wendeanlage endet der Erddamm und die Stadtbahn überquert auf einer Brücke die Nidda. Die Brücke überspannt auch die südlich der Nidda liegende Straße „Am Ginnheimer Wäldchen“, die auf die Rosa-Luxemburg-Straße mündet. Ab hier verläuft die Stadtbahn wieder auf einem Damm zusammen mit der Rosa-Luxemburg-Straße durch den Niddapark, einen nach der Bundesgartenschau 1989 angelegten Volkspark. Die Station Niddapark wurde für die Bundesgartenschau neu errichtet. Aufgrund der geringen Fahrgastnutzung in den Abendstunden und fehlender sozialer Kontrolle bietet die von unzähligen Vandalen heimgesuchte Station heute ein trauriges Bild. Ursprünglich gab es an der Station Niddapark einen Aufzug von der Straße zur Verteilerebene sowie zwei Schrägaufzüge zu den Bahnsteigen. Wegen starker Vandalismusschäden wurden die Aufzüge schon in den 1990er Jahren wieder stillgelegt. Im Zuge des Ausbaus der S-Bahnlinie 6 ist hier eine Umsteigestation am Bahnhof Frankfurt-Ginnheim zwischen S- und U-Bahn 2024 erbaut worden. Seitdem trägt die Station den Namen Ginnheim/Niddapark.
Die Stadtautobahn überquert in der Folge die Main-Weser-Bahn und den Stadtteil Ginnheim, die Hochbahn fädelt sich hier nach Süden aus und erreicht schließlich ihren ebenerdig liegenden Endbahnhof Ginnheim Mitte. Er ist gleichzeitig Endstation der von Süden kommenden Straßenbahnlinie 16, die hier mit der U1 und der U9 zusammentrifft und sich einen fünfgleisigen Gemeinschaftsbahnhof teilt. Vom Zwischengeschoss der U-Bahn-Station Niddapark aus erreicht man einen Fußweg, der entlang der U-Bahn-Strecke nach Ginnheim führt. Der Abschnitt vom Bahnhof Römerstadt nach Ginnheim ist der einzige vollkommen nach U-Bahn-Kriterien ausgebaute Abschnitt an der Oberfläche.
| U-Bahn vor dem Riedberg |                      |                                     |                                     |
| Spurweite: | 1435 mm (Normalspur) |                                     |                                     |
| |                      |                                     |                                     |
| \| \| \| von der Stammstrecke \| \| \| \| 0,85 \| Heddernheim \| Heddernheim \| \| \| \| Betriebshof Heddernheim \| \| \| \| 1,116,1 \| U1 nach Ginnheim (→ s. o.), \| U1 nach Ginnheim (→ s. o.), \| \| \| \| U3 zur Hohemark (→ s. u.), \| \| \| \| \| U8 zum Riedberg (→ s. u.) \| \| \| \| 16,5 \| Sandelmühle \| Sandelmühle \| \| \| 17,1 \| Riedwiese/Mertonviertel \| Riedwiese/Mertonviertel \| \| \| \| von der Riedbergstrecke \| \| \| \| 18,9 \| Kalbach \| Kalbach \| \| \| 19,4 \| Bonames Mitte \| Bonames Mitte \| \| \| \| ehem. Wendeschleife (bis 1978) \| \| \| \| \| Bonames Ost (gepl.) \| \| \| \| 21,4 \| Nieder-Eschbach \| Nieder-Eschbach \| \| \| 21,4 \| Wendegleis Nieder-Eschbach (U2, U9) \| Wendegleis Nieder-Eschbach (U2, U9) \| \| \| \| Stadtgrenze (Bad Homburg v. d. H.) \| \| \| \| 23,8 \| Ober-Eschbach \| Ober-Eschbach \| \| \| \| Gleiswechsel \| \| \| \| 24,1 \| Bad Homburg-Gonzenheim \| Bad Homburg-Gonzenheim \| \| \| \| Weiterführung (geplant) \| \| \| \| \| Gonzenheim (geplant) \| \| \| \| \| \| \| \| \| \| parallel zur Homburger Bahn \| \| \| \| \| Bad Homburg Bf \| \| |                      |                                     |                                     |
| U-Bahn-Strecke |                      | von der Stammstrecke                | von der Stammstrecke                |
| U-Bahn-Bahnhof | 0,85                 | Heddernheim                         | Heddernheim                         |
| U-Bahn-Abzweig geradeaus, nach links und nach rechts |                      | Betriebshof Heddernheim             | Betriebshof Heddernheim             |
| U-Bahn-Abzweig geradeaus und nach links | 1,116,1              | U1 nach Ginnheim (→ s. o.),         | U1 nach Ginnheim (→ s. o.),         |
| U-Bahn-Strecke |                      | U3 zur Hohemark (→ s. u.),          | U3 zur Hohemark (→ s. u.),          |
| U-Bahn-Strecke |                      | U8 zum Riedberg (→ s. u.)           | U8 zum Riedberg (→ s. u.)           |
| U-Bahn-Haltepunkt / Haltestelle | 16,5                 | Sandelmühle                         | Sandelmühle                         |
| U-Bahn-Haltepunkt / Haltestelle | 17,1                 | Riedwiese/Mertonviertel             | Riedwiese/Mertonviertel             |
| U-Bahn-Abzweig geradeaus und von links |                      | von der Riedbergstrecke             | S9                                  |
| U-Bahn-Haltepunkt / Haltestelle | 18,9                 | Kalbach                             | Kalbach                             |
| U-Bahn-Haltepunkt / Haltestelle | 19,4                 | Bonames Mitte                       | Bonames Mitte                       |
| |                      | ehem. Wendeschleife (bis 1978)      |                                     |
| ehemaliger U-Bahn-Haltepunkt / Haltestelle |                      | Bonames Ost (gepl.)                 | Bonames Ost (gepl.)                 |
| U-Bahn-Bahnhof | 21,4                 | Nieder-Eschbach                     | Nieder-Eschbach                     |
| | 21,4                 | Wendegleis Nieder-Eschbach (U2, U9) | Wendegleis Nieder-Eschbach (U2, U9) |
| U-Bahn-Grenze |                      | Stadtgrenze (Bad Homburg v. d. H.)  | Stadtgrenze (Bad Homburg v. d. H.)  |
| U-Bahn-Haltepunkt / Haltestelle | 23,8                 | Ober-Eschbach                       | Ober-Eschbach                       |
| U-Bahn-Überleitstelle / Spurwechsel |                      | Gleiswechsel                        | Gleiswechsel                        |
| U-Bahn-Kopfbahnhof Strecke ab hier außer Betrieb | 24,1                 | Bad Homburg-Gonzenheim              | Bad Homburg-Gonzenheim              |
| U-Bahn-Tunnelanfang (Strecke außer Betrieb) |                      | Weiterführung (geplant)             | Weiterführung (geplant)             |
| U-Bahn-Haltepunkt / Haltestelle (Strecke außer Betrieb) (im Tunnel) |                      | Gonzenheim (geplant)                | Gonzenheim (geplant)                |
| U-Bahn-Tunnelende (Strecke außer Betrieb) |                      |                                     |                                     |
| U-Bahn-Abzweig mit Eisenbahn ehemals geradeaus und von rechts |                      | parallel zur Homburger Bahn         | parallel zur Homburger Bahn         |
| Bahnhof mit S-Bahn-Halt |                      | Bad Homburg Bf                      | Bad Homburg Bf                      |

### Heddernheim – Gonzenheim U2
Der nach Gonzenheim führende, von der U2 befahrene Streckenast ist älter als die Frankfurter U-Bahn. Er ging aus einer Überlandstrecke der Frankfurter Lokalbahn hervor, die seit 1910 Heddernheim mit Bad Homburg verband. Bad Homburg verfügte außerdem von 1899 bis 1935 über ein eigenes Straßenbahnnetz, das über die Lokalbahn mit dem Frankfurter Netz verbunden war. Die Lokalbahn benutzte in Frankfurt und Homburg die straßenbündigen Gleise der städtischen Straßenbahnen mit, der dazwischenliegende Teil war nach Art einer Eisenbahn unabhängig vom Straßennetz trassiert. Die Lokalbahnstrecken waren auch tatsächlich nicht als Straßenbahn, sondern als Kleinbahn konzessioniert.
Die heute von der U2 genutzte ehemalige Homburger Lokalbahnstrecke beginnt am Bahnhof Heddernheim mit dem schon erwähnten Betriebshof und biegt in nördliche Richtung ab. Am Rande des ehemaligen Werksgeländes der 1982 geschlossenen Vereinigten Deutschen Metallwerke führt die Strecke entlang der Olof-Palme-Straße nach Norden. Die Stationen Sandelmühle und Riedwiese erschließen das hier seit 1987 als Mertonviertel entstandene Wohn- und Gewerbegebiet. An der Marie-Curie-Straße schwenkt die Strecke in östliche Richtung, überquert unterhalb des Riedbergs die A 661 und verläuft danach durch unbebautes Gelände. Dort trifft sie mit der Strecke der U9 zum Riedberg zusammen und führt bis zum Stadtteil Bonames, in dem die Stationen Kalbach und Bonames Mitte liegen.

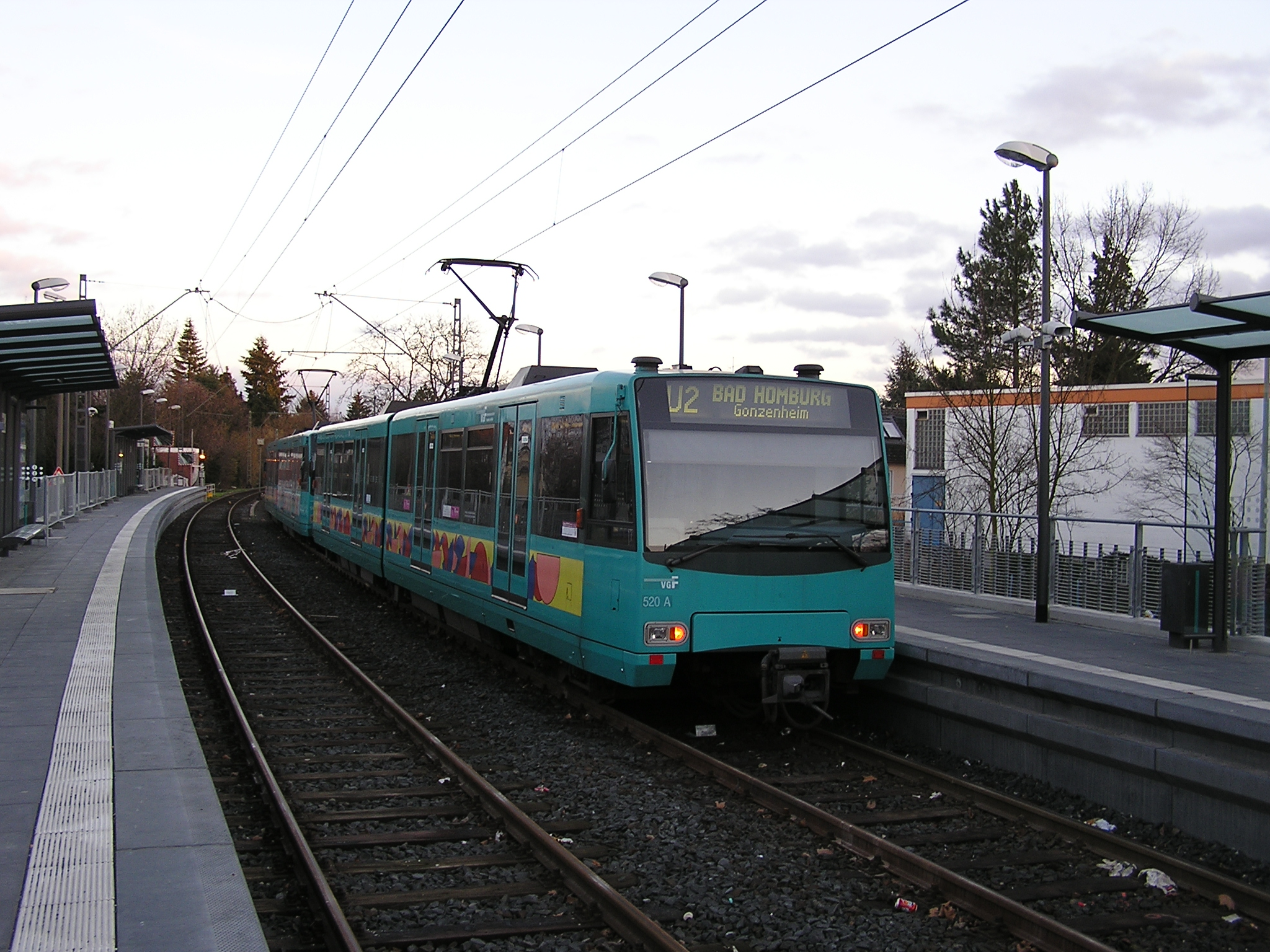
Endstation Gonzenheim

Nach dem Bahnübergang Homburger Landstraße unmittelbar nach der Station Bonames Mitte, deren Name erst Anfang der 1980er um den Zusatz „Mitte“ ergänzt wurde, um Verwechslungen mit dem gleichnamigen S-Bahnhof zu vermeiden (der wenige Jahre später in Frankfurter Berg umbenannt wurde), liegt rechterhand die Friedrich-Fauldrath-Anlage, die ein Relikt der ehemaligen Straßenbahn-Wendeschleife darstellt. Danach folgt die Strecke für ein kurzes Stück der Steinernen Straße, einer historischen Altstraße von Mainz in die Wetterau, und biegt dann in Richtung Nieder-Eschbach, dem letzten Stadtteil vor der Stadtgrenze, ab. Nieder-Eschbach verfügt über eine Wendeanlage und ist seit deren Umrüstung auf automatischen Betrieb Endhaltestelle für etliche Züge, da in den verkehrsschwächeren Zeiten nur noch jeder zweite Zug bis nach Gonzenheim verkehrt.
Zwischen Nieder-Eschbach und Ober-Eschbach unterquert die Strecke die A 5, die hier ungefähr der Stadtgrenze zwischen Frankfurt und Bad Homburg folgt. Rund um die Station Ober-Eschbach entstand in den letzten Jahren ein verdichtetes Wohngebiet, das die günstige Verkehrsanbindung ausnutzt. Die folgende Station Gonzenheim ist seit der Umstellung auf U-Bahn-Betrieb die Endstation der Homburger Linie. Die früher von hier in die Homburger Innenstadt weiterführende Straßenbahnlinie führte durch enge Stadtstraßen, in denen ein U-Bahn-Betrieb an der Oberfläche nicht möglich war. Die Endstation ist eines der zahlreichen langjährigen Provisorien der Frankfurter U-Bahn, denn seit Inbetriebnahme 1971 ist geplant, die U2 zu verlängern. Dies ist teils an Einsprüchen der Anlieger, teils an Bedenken des FVV wegen Parallelverkehrs gescheitert; einer Führung im Tunnel standen die hohen Bau- und Betriebskosten entgegen.
2012 begann das Planfeststellungsverfahren für den Weiterbau. Die neue Strecke soll etwa 200 Meter vor der heutigen Endhaltestelle mit einer Rampe beginnen, an die sich eine etwa 350 Meter lange eingleisige Tunnelstrecke zwischen den Portalen Erlenweg und Gotenstraße anschließt. Die Haltestelle Gonzenheim wird um 200 Meter nach Westen verschoben und künftig in Tieflage liegen. Am westlichen Ende wird der Tunnel in einer engen Kurve die Homburger Bahn unterqueren. Westlich der Bahnquerung steigt die Trasse in einem Trogbauwerk an, überquert den Dornbach und die Lange Meile und verläuft dann parallel zur Eisenbahn bis zum Bahnhof Bad Homburg, wo die U2 an Gleis 301 enden wird. Die gesamte Neubaustrecke ist 1646 Meter lang, davon 550 Meter eingleisig. 2016 erging der Planfeststellungsbescheid, gegen den zwei Klagen erhoben wurden. Am 28. Oktober 2018 hat in Bad Homburg ein Bürgerentscheid zur Verlängerung der U2 stattgefunden, bei dem sich 70,3 % der Wähler für eine Verlängerung ausgesprochen haben. Die Inbetriebnahme ist für 2028 vorgesehen.
| U3 von Oberursel nach Frankfurt |                      |                                              |                                              |
| Spurweite: | 1435 mm (Normalspur) |                                              |                                              |
| |                      |                                              |                                              |
| \| \| \| von der Stammstrecke \| \| \| \| 0,85 \| Heddernheim \| Heddernheim \| \| \| \| Betriebshof Heddernheim \| \| \| \| 1,1 \| U2 nach Gonzenheim (→ s. o.) \| U2 nach Gonzenheim (→ s. o.) \| \| \| 1,45 \| Zeilweg \| Zeilweg \| \| \| 2,040,0 \| U1, U9 nach Ginnheim (→ s. o.) \| U1, U9 nach Ginnheim (→ s. o.) \| \| \| \| Anschluss VDM (bis 1983) \| \| \| \| 0,5 \| Wiesenau \| Wiesenau \| \| \| 1,05 \| Niederursel \| Niederursel \| \| \| \| U8, U9 zum Riedberg (→ s. u.) \| \| \| \| \| Gleiswechsel \| \| \| \| \| Stadtgrenze (Oberursel (Taunus)) \| \| \| \| 3,45 \| Weißkirchen Ost \| Weißkirchen Ost \| \| \| \| Gleiswechsel \| \| \| \| 4,5 \| Bommersheim \| Bommersheim \| \| \| 5,05 \| Wagenhalle Bommersheim \| Wagenhalle Bommersheim \| \| \| \| Homburger Bahn nach Frankfurt \| \| \| \| 5,7 \| Oberursel Bahnhof \| Oberursel Bahnhof \| \| \| 5,85 \| Wende-/Abstellanlage Oberursel Bf… \| Wende-/Abstellanlage Oberursel Bf… \| \| \| \| … mit ehem. Gleisdreieck und … \| \| \| \| \| … Übergang zur Homburger Bahn … \| \| \| \| \| … nach Friedrichsdorf \| \| \| \| 6,3 \| Oberursel Stadtmitte \| Oberursel Stadtmitte \| \| \| 6,9 \| Oberursel Altstadt \| Oberursel Altstadt \| \| \| \| Wendeschleife (bis 1977) \| \| \| \| \| Oberstedter Straße (bis 1989) \| \| \| \| 7,6 \| Lahnstraße (seit 1989) \| Lahnstraße (seit 1989) \| \| \| \| Anschluss Motorenfabrik Oberursel (bis 1981) \| \| \| \| \| Motorenfabrik (bis 1989) \| \| \| \| \| Gleiswechsel \| \| \| \| 8,4 \| Glöcknerwiese \| Glöcknerwiese \| \| \| 8,75 \| Kupferhammer (ab hier eingleisig) \| Kupferhammer (ab hier eingleisig) \| \| \| 9,3 \| Rosengärtchen (seit 1997) \| Rosengärtchen (seit 1997) \| \| \| 9,75 \| Waldlust \| Waldlust \| \| \| 10,15 \| Oberursel-Hohemark \| Oberursel-Hohemark \| \| \| \| Wendeschleife (bis 1986) \| \| |                      |                                              |                                              |
| U-Bahn-Strecke |                      | von der Stammstrecke                         | von der Stammstrecke                         |
| U-Bahn-Bahnhof | 0,85                 | Heddernheim                                  | Heddernheim                                  |
| U-Bahn-Abzweig geradeaus, nach links und nach rechts |                      | Betriebshof Heddernheim                      | Betriebshof Heddernheim                      |
| U-Bahn-Abzweig geradeaus und nach rechts | 1,1                  | U2 nach Gonzenheim (→ s. o.)                 | U2 nach Gonzenheim (→ s. o.)                 |
| U-Bahn-Haltepunkt / Haltestelle | 1,45                 | Zeilweg                                      | Zeilweg                                      |
| U-Bahn-Abzweig geradeaus, nach links und von links | 2,040,0              | U1, U9 nach Ginnheim (→ s. o.)               | U1, U9 nach Ginnheim (→ s. o.)               |
| U-Bahn-Abzweig geradeaus und ehemals von rechts |                      | Anschluss VDM (bis 1983)                     | Anschluss VDM (bis 1983)                     |
| U-Bahn-Haltepunkt / Haltestelle | 0,5                  | Wiesenau                                     | Wiesenau                                     |
| U-Bahn-Haltepunkt / Haltestelle | 1,05                 | Niederursel                                  | Niederursel                                  |
| U-Bahn-Abzweig geradeaus und nach rechts |                      | U8, U9 zum Riedberg (→ s. u.)                | U8, U9 zum Riedberg (→ s. u.)                |
| U-Bahn-Überleitstelle / Spurwechsel rechts |                      | Gleiswechsel                                 | Gleiswechsel                                 |
| U-Bahn-Grenze |                      | Stadtgrenze (Oberursel (Taunus))             | Stadtgrenze (Oberursel (Taunus))             |
| U-Bahn-Haltepunkt / Haltestelle | 3,45                 | Weißkirchen Ost                              | Weißkirchen Ost                              |
| U-Bahn-Überleitstelle / Spurwechsel rechts |                      | Gleiswechsel                                 | Gleiswechsel                                 |
| U-Bahn-Haltepunkt / Haltestelle | 4,5                  | Bommersheim                                  | Bommersheim                                  |
| U-Bahn-Dienststation / Betriebs- oder Güterbahnhof | 5,05                 | Wagenhalle Bommersheim                       | Wagenhalle Bommersheim                       |
| Strecke von links · U-Bahn-Kreuzung mit Eisenbahn geradeaus unten · Strecke quer |                      | Homburger Bahn nach Frankfurt                | Homburger Bahn nach Frankfurt                |
| Bahnhof mit S-Bahn-Halt · U-Bahn-Bahnhof | 5,7                  | Oberursel Bahnhof                            | Oberursel Bahnhof                            |
| Strecke | 5,85                 | Wende-/Abstellanlage Oberursel Bf…           | Wende-/Abstellanlage Oberursel Bf…           |
| Abzweig mit U-Bahn geradeaus und ehemals von links · U-Bahn-Abzweig geradeaus und ehemals nach rechts · U-Bahn-Strecke |                      | … mit ehem. Gleisdreieck und …               | … mit ehem. Gleisdreieck und …               |
| U-Bahn-Strecke |                      | … Übergang zur Homburger Bahn …              | … Übergang zur Homburger Bahn …              |
| |                      | … nach Friedrichsdorf                        |                                              |
| U-Bahn-Haltepunkt / Haltestelle | 6,3                  | Oberursel Stadtmitte                         | Oberursel Stadtmitte                         |
| U-Bahn-Haltepunkt / Haltestelle | 6,9                  | Oberursel Altstadt                           | Oberursel Altstadt                           |
| |                      | Wendeschleife (bis 1977)                     |                                              |
| ehemaliger U-Bahn-Haltepunkt / Haltestelle |                      | Oberstedter Straße (bis 1989)                | Oberstedter Straße (bis 1989)                |
| U-Bahn-Haltepunkt / Haltestelle | 7,6                  | Lahnstraße (seit 1989)                       | Lahnstraße (seit 1989)                       |
| U-Bahn-Abzweig geradeaus und ehemals nach links |                      | Anschluss Motorenfabrik Oberursel (bis 1981) | Anschluss Motorenfabrik Oberursel (bis 1981) |
| ehemaliger U-Bahn-Haltepunkt / Haltestelle |                      | Motorenfabrik (bis 1989)                     | Motorenfabrik (bis 1989)                     |
| U-Bahn-Überleitstelle / Spurwechsel rechts |                      | Gleiswechsel                                 | Gleiswechsel                                 |
| U-Bahn-Haltepunkt / Haltestelle | 8,4                  | Glöcknerwiese                                | Glöcknerwiese                                |
| U-Bahn-Haltepunkt / Haltestelle | 8,75                 | Kupferhammer (ab hier eingleisig)            | Kupferhammer (ab hier eingleisig)            |
| U-Bahn-Haltepunkt / Haltestelle | 9,3                  | Rosengärtchen (seit 1997)                    | Rosengärtchen (seit 1997)                    |
| U-Bahn-Haltepunkt / Haltestelle | 9,75                 | Waldlust                                     | Waldlust                                     |
| U-Bahn-Kopfbahnhof Strecke ab hier außer Betrieb | 10,15                | Oberursel-Hohemark                           | Oberursel-Hohemark                           |
| |                      | Wendeschleife (bis 1986)                     |                                              |

### Heddernheim – Hohemark U3
Der von der U3 befahrene Streckenast nach Oberursel stammt ebenfalls von der Frankfurter Lokalbahn. Die Verbindung zwischen Heddernheim und dem (Staats-)Bahnhof Oberursel an der Homburger Bahn wurde ebenfalls 1910 eröffnet. Die am Bahnhof Oberursel beginnende Gebirgsbahn stammt von 1899. Beide Strecken sind heute, nach zahlreichen Umbauten, Teil der Frankfurter U-Bahn.

#### Niederursel, Weißkirchen, Bommersheim

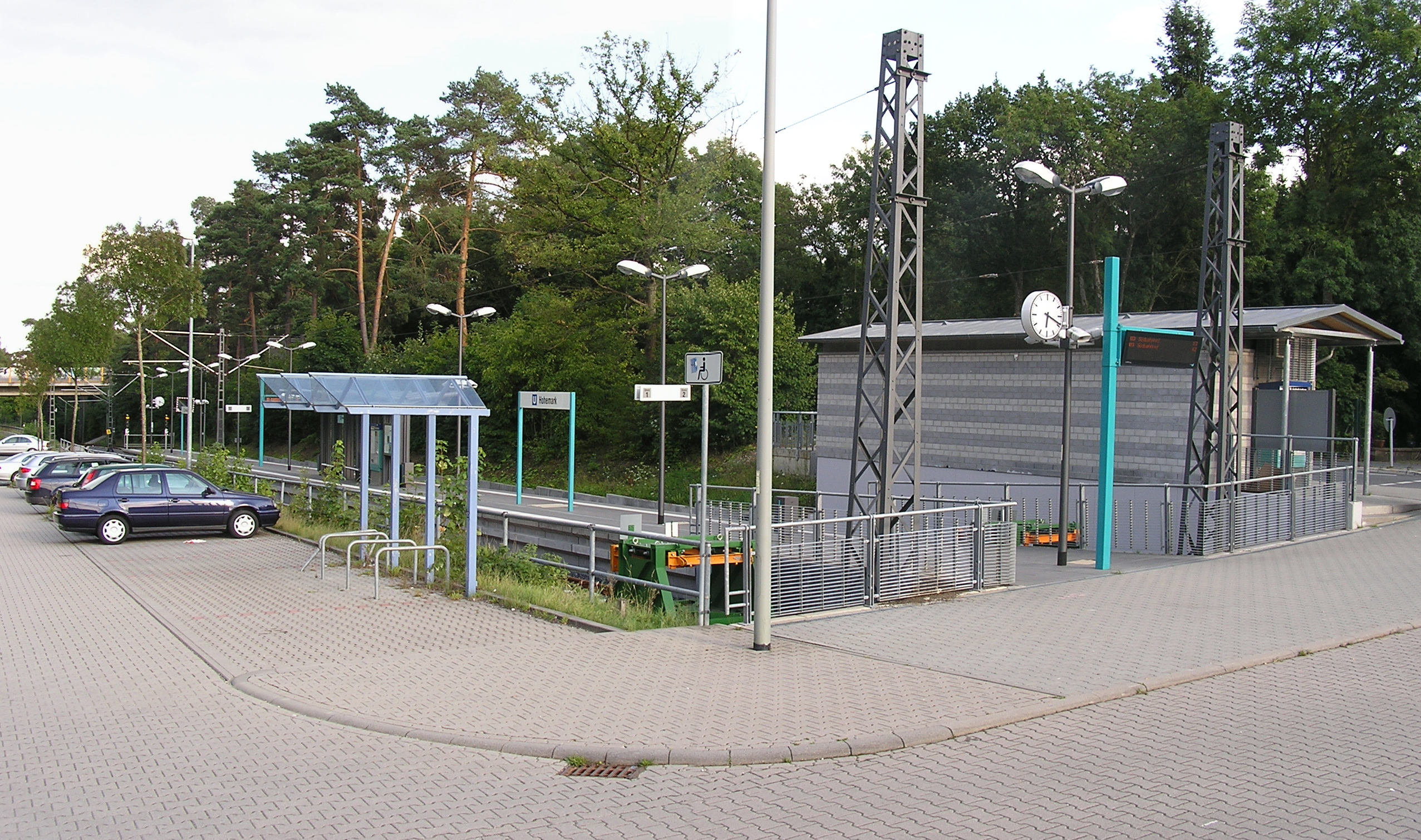
Endstation Oberursel-Hohemark

Die Oberurseler Strecke führt vom Bahnhof Heddernheim in westliche Richtung. Nach rund einem Kilometer zweigt die 1968 eröffnete Strecke der U1 nach Süden ab. Die hier früher durch Industriegebiete und unbebautes Terrain führende Bahn führt heute durch ein Anfang der 1990er Jahre als Teil des Mertonviertels entstandenes Wohngebiet. In der Nähe der Station Zeilweg liegt ein bekannter Kindergarten nach einem Entwurf des österreichischen Künstlers Friedensreich Hundertwasser. Die Bahn unterquert die Rosa-Luxemburg-Straße und folgt zunächst dem Tal des Urselbachs. Hier befinden sich die Stationen Wiesenau und Niederursel. Nach der Station Niederursel zweigt die Strecke der U8 und U9 zum Riedberg ab. Danach unterquert sie die A 5 und folgt in nördlicher Seitenlage der Frankfurter Landstraße. An der Einmündung der Kurmainzer Straße liegt die Station Weißkirchen Ost, die schon auf Oberurseler Stadtgebiet liegt, an der Einmündung der Bommersheimer Straße die Station Bommersheim.
Unmittelbar danach quert die Bahnstrecke die Frankfurter Landstraße und verläuft in einer weiten Rechtskurve unabhängig vom Stadtstraßennetz unter der Homburger Bahn hindurch bis zum Bahnhof Oberursel. Kurz vor der Querung der Staatsbahn liegt die Wagenhalle Bommersheim, ein heute von der U-Bahn genutztes ehemaliges Depot der Frankfurter Lokalbahn. Am Bahnhof Oberursel befinden sich vier Abstellgleise für 16 Fahrzeuge. Nach jahrzehntelanger Nichtnutzung wurden diese grundlegend modernisiert und sind seit 2020 wieder in Betrieb, um Abstellkapazität für neue Fahrzeuge zu schaffen. Früher bestand zudem eine Gleisverbindung mit der Homburger Bahn, diese wurde für den Güterverkehr und zur Anlieferung neuer U-Bahn-Wagen genutzt. Mittlerweile wurde die Verbindung abgebrochen.

#### Die Gebirgsbahn

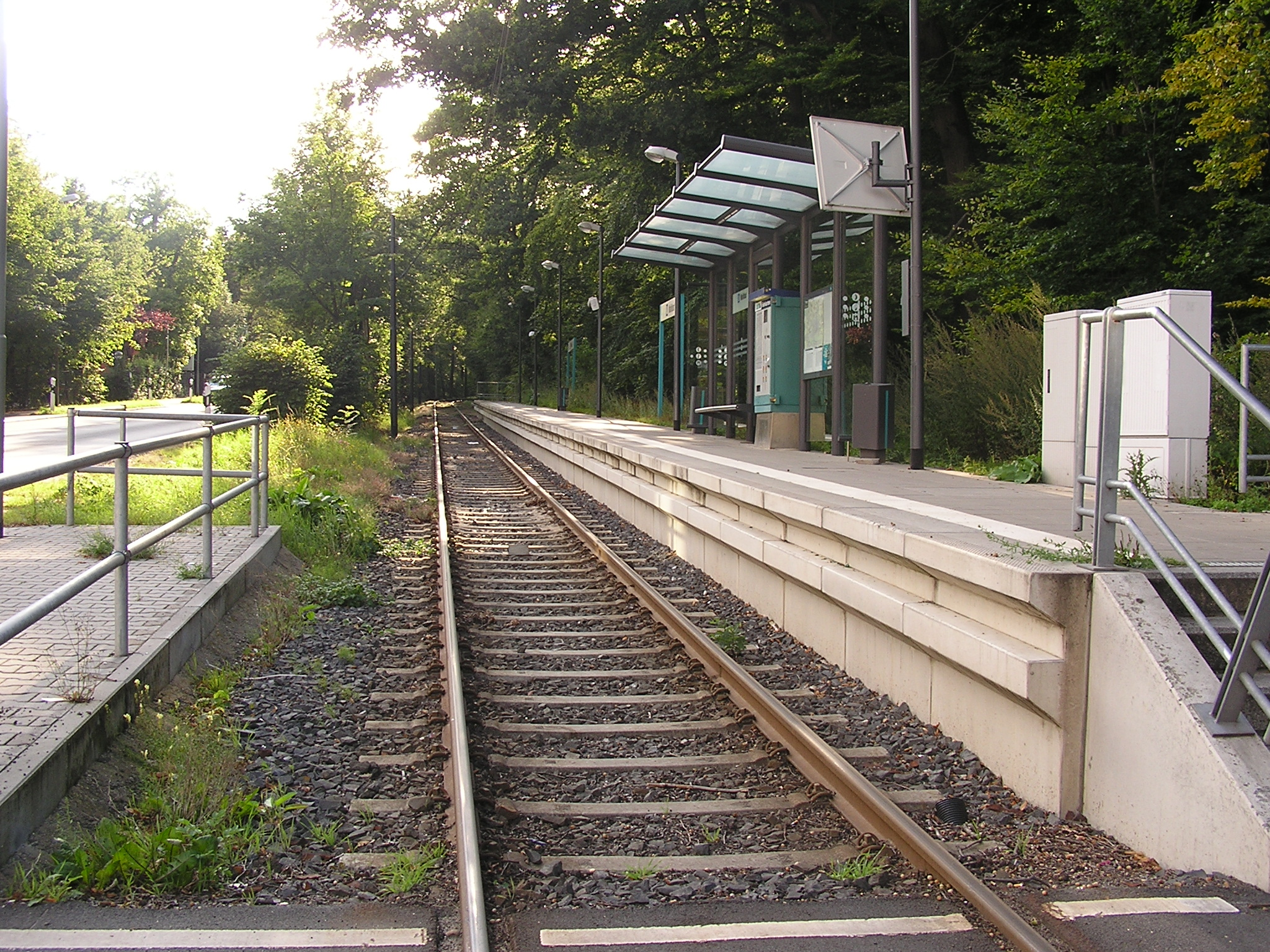
Haltepunkt Waldlust

Ab dem Bahnhof Oberursel verläuft die Strecke auf besonderem Bahnkörper durch Oberursel, zunächst entlang der Berliner Straße (Station Oberursel Stadtmitte), dann ab der Station Oberursel Altstadt entlang der Hohemarkstraße. Die Bahnstrecke und die Stationen Lahnstraße, Glöcknerwiese und Kupferhammer liegen südlich der Straße, danach wechselt sie auf die nördliche Straßenseite. Der letzte Streckenabschnitt mit den Haltestellen Rosengärtchen und Waldlust ist eingleisig, die Endstation Hohemark wieder zweigleisig. Hier, am Beginn des Naturpark Taunus, liegt neben dem Bahnhof ein großer Park-and-ride-Platz. Die einstige Wendeschleife wurde 1986 geschlossen und zurückgebaut. Bis zum Hessentag 2011 wurden alle Bahnsteige umgebaut, nutzbar für Drei-Wagen-Züge von 75 m Länge und mit einer Bahnsteighöhe von 80 cm. Die neuen U5-Triebwagen wurden zuerst auf dieser Strecke eingesetzt.
| U9, von Nieder-Eschbach Richtung Riedberg |                      |                               |                               |
| Spurweite: | 1435 mm (Normalspur) |                               |                               |
| |                      |                               |                               |
| \| \| \| von der Stammstrecke \| \| \| \| Heddernheim \| \| \| \| Betriebshof Heddernheim \| \| \| \| U2 nach Gonzenheim ((s. o.)) \| \| \| \| Zeilweg \| \| \| \| U1/U9 nach Ginnheim ((s. o.)) \| \| \| \| Anschluss VDM (bis 1983) \| \| \| \| Wiesenau \| \| \| \| Niederursel \| \| \| \| U3 zur Hohemark (→ s. o.) \| \| \| \| Uni-Campus Riedberg \| \| \| \| Riedberg \| \| \| \| Wendegleis Riedberg (U8) \| \| \| \| U2 → Südbahnhof (s. o.) \| \| \| \| Kalbach \| \| \| \| ehem. Wendeschleife \| \| \| \| Bonames Mitte \| \| \| \| Nieder-Eschbach \| \| \| \| nach Bad Homburg-Gonzenheim \| |                      |                               |                               |
| U-Bahn-Strecke |                      | von der Stammstrecke          | von der Stammstrecke          |
| U-Bahn-Bahnhof |                      | Heddernheim                   | Heddernheim                   |
| U-Bahn-Abzweig geradeaus, nach links und nach rechts |                      | Betriebshof Heddernheim       | Betriebshof Heddernheim       |
| U-Bahn-Abzweig geradeaus und nach rechts |                      | U2 nach Gonzenheim ((s. o.))  | U2 nach Gonzenheim ((s. o.))  |
| U-Bahn-Haltepunkt / Haltestelle |                      | Zeilweg                       | Zeilweg                       |
| U-Bahn-Abzweig geradeaus, nach links und von links |                      | U1/U9 nach Ginnheim ((s. o.)) | U1/U9 nach Ginnheim ((s. o.)) |
| U-Bahn-Abzweig geradeaus und ehemals von rechts |                      | Anschluss VDM (bis 1983)      | Anschluss VDM (bis 1983)      |
| U-Bahn-Haltepunkt / Haltestelle |                      | Wiesenau                      | Wiesenau                      |
| U-Bahn-Haltepunkt / Haltestelle |                      | Niederursel                   | Niederursel                   |
| U-Bahn-Abzweig geradeaus und nach links |                      | U3 zur Hohemark (→ s. o.)     | U3 zur Hohemark (→ s. o.)     |
| U-Bahn-Haltepunkt / Haltestelle |                      | Uni-Campus Riedberg           | Uni-Campus Riedberg           |
| U-Bahn-Bahnhof |                      | Riedberg                      | Riedberg                      |
| |                      | Wendegleis Riedberg (U8)      |                               |
| U-Bahn-Abzweig geradeaus und von rechts |                      | U2 → Südbahnhof (s. o.)       | U2 → Südbahnhof (s. o.)       |
| U-Bahn-Haltepunkt / Haltestelle |                      | Kalbach                       | Kalbach                       |
| |                      | ehem. Wendeschleife           |                               |
| U-Bahn-Haltepunkt / Haltestelle |                      | Bonames Mitte                 | Bonames Mitte                 |
| U-Bahn-Bahnhof |                      | Nieder-Eschbach               | Nieder-Eschbach               |
| U-Bahn-Strecke |                      | nach Bad Homburg-Gonzenheim   | nach Bad Homburg-Gonzenheim   |

### Riedberg U8 und U9

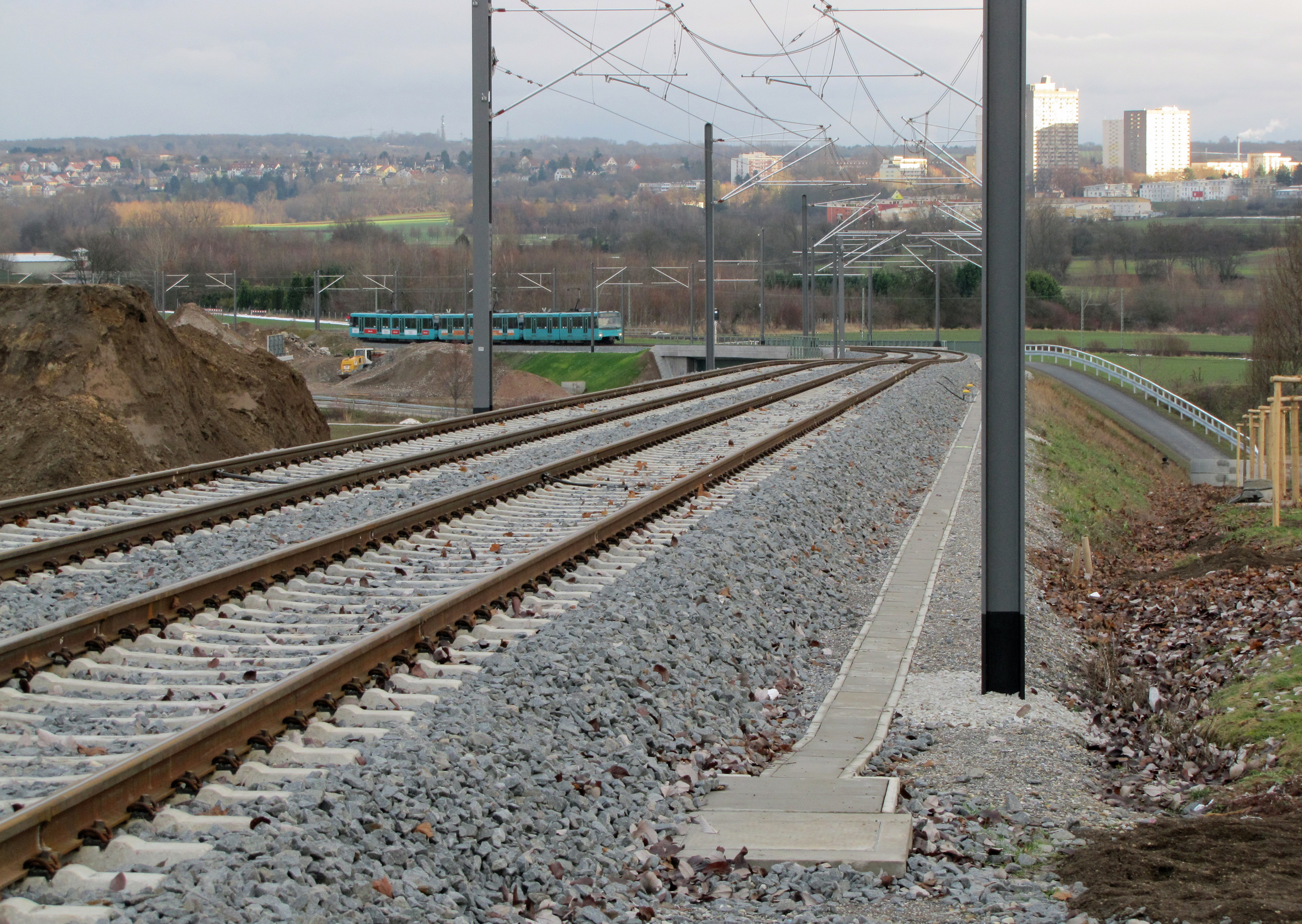
Linie U9 zwischen Nieder-Eschbach und Riedberg

Die Verbindungsspange zwischen dem Oberurseler und dem Homburger Zweig der A-Strecke war ursprünglich als Teil der D-Strecke geplant, die neben der A-Strecke eine zweite Nord-Süd-Achse bilden sollte. Danach wäre auch der Abschnitt zwischen Ginnheim und Heddernheimer Landstraße Teil der Verbindung vom Hauptbahnhof zum Universitätscampus Niederursel geworden. Der Lückenschluss zwischen der bereits bestehenden Strecke Hauptbahnhof – Bockenheimer Warte (Linie U4) und der Endhaltestelle Ginnheim der Linie U1, für den bereits eine baureife Planung vorlag, wurde jedoch nach den Kommunalwahlen 2006 von der neuen Koalition von CDU und den Grünen verworfen.
Damit ergab sich die Notwendigkeit, das Neubauviertel auf dem Riedberg über die A-Strecke an das U-Bahn-Netz anzuschließen. Zwischen den Stationen Heddernheimer Landstraße, Wiesenau und Zeilweg wurde ein neues Gleisdreieck geplant. Hier beginnt die zwischen Juni 2008 und Dezember 2010 errichtete vollständig oberirdische Neubaustrecke über den Riedberg. Von den knapp vier Kilometern Strecke wurden 2,3 km als Rasengleis und 1,5 km als herkömmliches Schottergleis gebaut. Im Bereich des neuen Gleisdreiecks wurde der vorherige Abzweig von Heddernheim zum nördlichen Portal des Nordweststadt-Tunnels etwas nach Nordost verschwenkt und die Station Heddernheimer Landstraße um einige Meter verschoben. Anders als ursprünglich geplant erhielt der Riedberg damit eine direkte Verbindung zur Innenstadt. Lediglich die Planungsbezeichnung D IV erinnert noch an die ursprüngliche Planung.
Die 12,3 Kilometer lange Linie U8 verkehrt viertelstündlich zwischen Südbahnhof und Riedberg; um die dafür erforderliche Fahrplantrassen auf der A-Strecke zu gewinnen, wurde der Takt der U3 zwischen Südbahnhof und Oberursel ebenfalls auf eine Viertelstunde verlängert. Hinter der Station Riedberg wurde zwischen den Streckengleisen Richtung Nieder-Eschbach eine eingleisige Wendeanlage für die Linie U8 gebaut.
Auf der ursprünglich geplanten D-Strecke verkehrt seit Dezember 2010 die 10,3 Kilometer lange Linie U9. Sie beginnt in Ginnheim und fährt zunächst gemeinsam mit der U1. Kurz nach der Station Heddernheimer Landstraße biegt sie ab und trifft vor der Station Wiesenau auf die U3 und die neue U8. Während die U8 nur bis Riedberg fährt, wird die U9 über Kalbach bis Nieder-Eschbach auf der Strecke der U2 weitergeführt. Die U9 ist damit die erste Frankfurter U-Bahn-Linie, die die Innenstadt nicht berührt, solange die Lücke in der D-Strecke zwischen Bockenheim und Ginnheim bestehen bleibt.
Statt der ursprünglich geplanten 175 Millionen Euro kostete diese Variante, die im Dezember 2006 vom damaligen Verkehrsdezernenten Lutz Sikorski vorgestellt wurde, nur 71 Millionen. Davon werden 70 Prozent von Bund und Land getragen. Sie wurde zum Fahrplanwechsel am 12. Dezember 2010 eröffnet.
Die frühere Station Ginnheim, seit 2025 "Ginnheim-Mitte genannt (um Verwechslungen mit der neuen S-Bahnstation "Ginnheim" zu vermeiden) ist jetzt eine zentrale Umsteigestation zwischen der Straßenbahnlinie 16, den U-Bahnen U1 und U9 sowie den dort verkehrenden Buslinien 39 und 64. 
An der Station Niddapark ist im Zuge des viergleisigen Ausbaus der Main-Weser-Bahn eine Umsteigemöglichkeit von der U-Bahn zur Haltestelle Frankfurt Ginnheim" der S-Bahn-Linie S6 entstanden. Fahrgäste der U9 können jetzt auch an der Station " Niddapark" auf die S-Bahn-Linie S6 umsteigen, um zum Frankfurter Hauptbahnhof zu gelangen.

## Geschichte
Die A-Strecke ist die älteste im Frankfurter U-Bahn-Netz. Sie wurde in mehreren Abschnitten von 1968 bis 1984 bzw. 2010 eröffnet. In den Außenbezirken nutzt sie zwei wesentlich ältere Kleinbahnstrecken weiter, die für den U-Bahn-Betrieb umgebaut wurden.

### Eschersheimer Lokalbahn und Taunusbahnen
Am 12. Mai 1888 eröffnete die Frankfurter Lokalbahn FLAG ihre erste Straßenbahnlinie, die Eschersheimer Lokalbahn. Sie verlief vom Eschenheimer Tor über die Eschersheimer Landstraße bis in die damalige Gemeinde Eschersheim zum Bahnübergang an der Main-Weser-Bahn. Die eingleisige Strecke war rund fünf Kilometer lang und wurde zunächst mit Pferdebahnen, nach wenigen Monaten dann mit Dampfstraßenbahnen befahren. Heute liegen auf diesem Abschnitt die neun Stationen von Eschenheimer Tor bis Weißer Stein.
Im Juli 1899 folgte als zweite Linie der FLAG die Gebirgsbahn in Oberursel. Sie begann am Bahnhof Oberursel an der Homburger Bahn und führte durch das Städtchen hindurch bis zur Hohemark. Auch diese Strecke wurde mit Dampfzügen befahren. Bis zum 27. Oktober 1981 gab es auf diesem Abschnitt auch Güterverkehr.
Die Eschersheimer Lokalbahn wurde 1901 von der Städtischen Straßenbahn übernommen, 1908 elektrifiziert und zweigleisig ausgebaut und fortan von der Linie 23 befahren. Am 1. Oktober 1909 wurde die Linie über die Nidda hinweg nach Heddernheim verlängert, wo die Stadt ein Straßenbahndepot errichtete, den heute von der U-Bahn genutzten Betriebshof Heddernheim.
Am 1. April 1910 wurden die Vororte Eschersheim, Heddernheim, Niederursel und Bonames nach Frankfurt eingemeindet. Am 4. Mai 1910 eröffnete die FLAG die Überlandstraßenbahn von Heddernheim über Bonames nach Bad Homburg vor der Höhe, die das Frankfurter mit dem Homburger Straßenbahnnetz verband. Am 31. Mai folgte die Strecke von Heddernheim nach Oberursel, die die dortige Gebirgsbahn mit dem Frankfurter Tramnetz verknüpfte. Die neuen Linien 25 (Bad Homburg) und 24 (Oberursel) wurden von der FLAG und der Städtischen Straßenbahn gemeinschaftlich elektrisch betrieben. Sie führten von den beiden Taunusstädten nach Heddernheim und von dort über die Eschersheimer Landstraße bis zur Endstation am Schauspielhaus. Der Linienverlauf entsprach damit bereits weitgehend dem der U-Bahn-Linien U2 und U3, die zwischen 1971 und 1984 ihren südlichen Endpunkt übrigens ebenfalls am damaligen Theaterplatz hatten.
Auf den Taunuslinien setzten die FLAG und die städtische Straßenbahn zweiachsige Triebwagen vom Typ V ein. Sie waren wesentlich größer und stärker als die anderen Frankfurter Straßenbahnfahrzeuge und verfügten zudem über eine Druckluftbremse, um bis zu drei Beiwagen befördern zu können. Die V-Wagen blieben zum Teil bis 1964 im Einsatz. Sie wurden durch Duewag-Großraumwagen vom Typ Lv und sechsachsige Gelenkwagen vom Typ Mv ersetzt.

### 1968: erste U-Bahn in Frankfurt

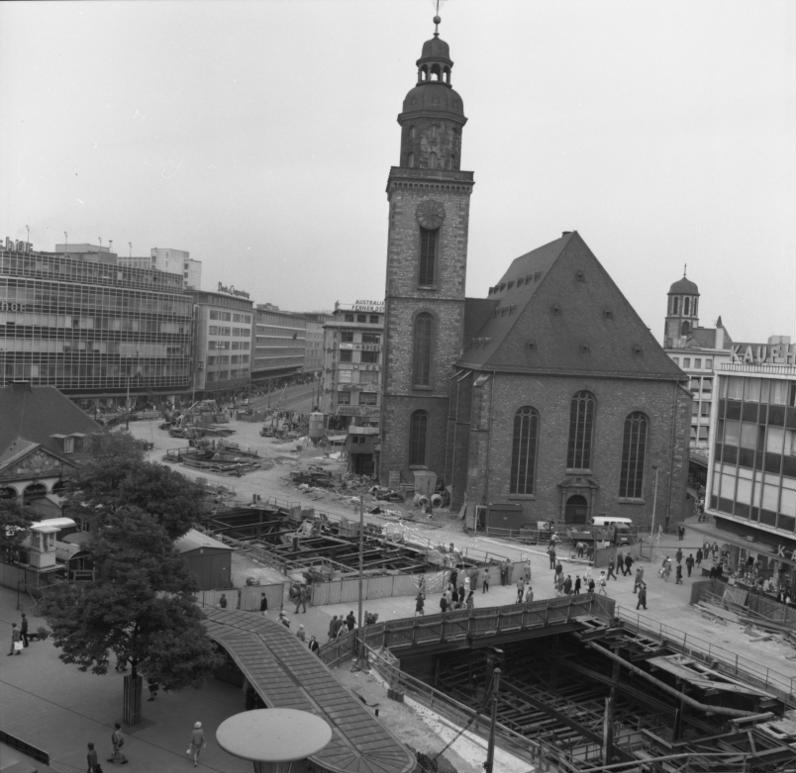
U-Bahn-Baustelle an der Hauptwache im August 1966

Auf Grundlage der am 4. Juli 1961 von der Stadtverordnetenversammlung getroffenen Entscheidung zum Aufbau eines U-Bahn-Netzes wurde am 28. Juni 1963 in der Eschersheimer Landstraße mit dem Bau begonnen. Der erste Bahnhof, der in Angriff genommen wurde, war Miquel-/Adickesallee. Die 3,2 km lange Tunnelstrecke zwischen Hauptwache und Dornbusch wurde in offener Bauweise errichtet. Über Jahre hinweg beeinträchtigte die offene Baugrube Straßenverkehr und Stadtbild. Für die in der Eschersheimer Landstraße verkehrenden Straßenbahnen wurde eigens eine provisorische Umleitungsstrecke im parallel verlaufenden Straßenzug Bremer Straße/Hansaallee gebaut.
An der Hauptwache entstand der U-Bahnhof Hauptwache als erster der unterirdischen Frankfurter Schnellbahnknoten. Aus Kostengründen entschloss man sich für die sogenannte Große Lösung Hauptwache und errichtete neben der Station der A-Strecke auch die Stationsbauwerke für die 1978 eröffnete S-Bahn und die 1986 eröffnete C-Strecke, vorerst allerdings nur im Rohbau. Wie die gesamte Strecke entstand auch der Bahnhof Hauptwache in offener Bauweise. Dazu wurde die 1954 mit vereinfachter Dachkonstruktion wiederaufgebaute Hauptwache 1967 Stein für Stein abgetragen und ein Jahr später nach Fertigstellung von Bahnhöfen und unterirdischer Einkaufspassage originalgetreu rekonstruiert. Dabei erhielt sie auch ihr ursprüngliches barockes Mansarddach zurück. Um den Zugang zum U-Bahnhof und den Verkehr auf dem umgebenden Platz zu vereinfachen, wurde das Gebäude gegenüber der ursprünglichen Position um wenige Meter versetzt.
Am 4. Oktober 1968, rechtzeitig zwei Wochen vor der Kommunalwahl, nahm die knapp neun Kilometer lange U-Bahn-Linie A1 von der Hauptwache zum Nordwestzentrum den Betrieb auf. Mit einem zweitägigen Volksfest wurde die Betriebsaufnahme der Frankfurter U-Bahn als „dritte U-Bahn in Deutschland nach Berlin und Hamburg, und als 35. U-Bahn der Welt“ gefeiert. Als Betriebshof der U-Bahn diente das Depot der Städtischen Straßenbahn in Heddernheim.

### U-Straßenbahnen A2 bis A4

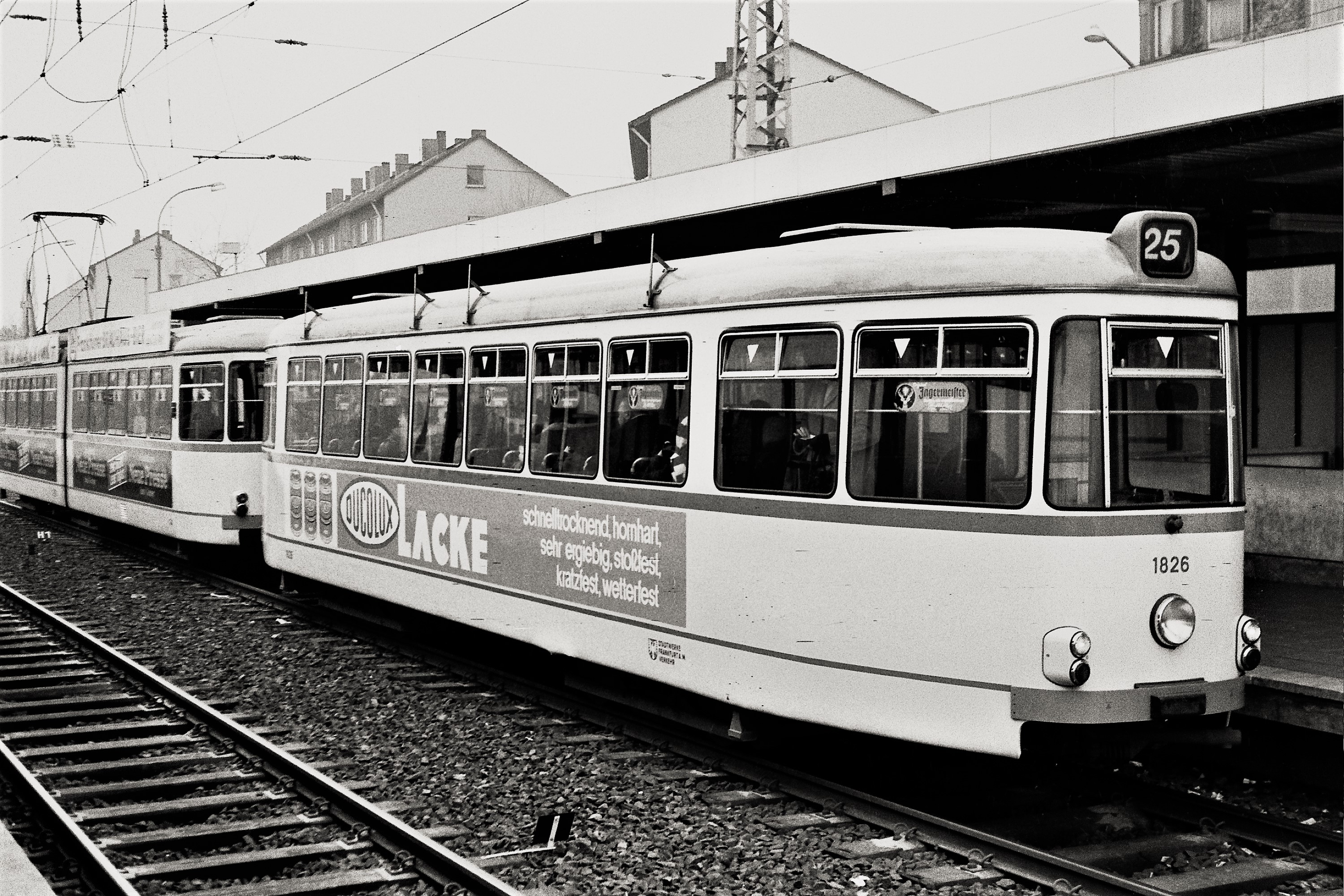
Wagen auf der Linie 25 am U-Bahnhof Heddernheim

Außer der U-Bahn-Linie A1 verkehrten weiterhin die Straßenbahnlinien 23, 24 und 25, sodass sich nun vier Linienläufe ergaben:
- A1 Nordweststadt – Heddernheim – Hauptwache (ersetzte zwischen Heddernheim und Hauptwache die Straßenbahnlinien 23, 23E und 26)
- 25 Bad Homburg Alter Bahnhof (heute Rathaus) – Heddernheim – Hauptwache – Hauptbahnhof/Heilbronner Straße
- 24 Oberursel-Hohemark – Heddernheim – Hauptwache – Hauptbahnhof/Pforzheimer Straße
- 23 Bonames – Heddernheim – Hauptwache – Neu-Isenburg (ersetzte die Straßenbahnlinie 8 Heddernheim – Hauptwache – Riedhof)

Die Straßenbahnwagen der Baureihe Mv und die Beiwagen vom Typ mv waren dazu umgebaut worden. Sie erhielten auf der Türseite eine Verbreiterung aus Kunststoff (Im Volksmund Blumenkästen genannt), um die Lücke zu den für die 30 cm breiteren U2-Triebwagen ausgelegten Bahnsteigen zu schließen. Zusätzlich erhielten die nun als Baureihe Mt bzw. mt bezeichneten Wagen durch Lichtschranken gesicherte Klapptrittstufen, um auch an Straßenbahnhaltestellen ohne Bahnsteige halten zu können. Die drei Straßenbahnlinien verließen hinter der Hauptwache den U-Bahn-Tunnel über eine provisorische Rampe in der Großen Gallusstraße und fuhren von dort weiter im Straßenraum über die Taunusstraße in Richtung Hauptbahnhof bzw. über die Taunusanlage und den Theaterplatz nach Neu Isenburg.

### Ausbau während der 1970er Jahre
Am 19. Dezember 1971 wurde das U-Bahn-Netz zum ersten Mal erweitert. Die Straßenbahnlinie 25 wurde auf U-Bahn-Betrieb umgestellt und erhielt die Liniennummer A2. Dabei wurde die nördliche Endstation vom Bad Homburger Alten Bahnhof (heute Rathaus) in den Stadtteil Gonzenheim zurückgezogen, weil die breiteren U2-Triebwagen die engen Stadtstraßen nicht befahren sollten. Ein großer Teil der deshalb nicht mehr genutzten Bahnanlagen, vor allem die Fahrleitung und das für die Einrichtungszüge der Straßenbahn erforderliche Gleisdreieck, wurde daraufhin zügig abgebaut. Für die Homburger Innenstadt brachte die neue Lösung wegen des Umsteigezwangs mehr Nach- als Vorteile. Die U-Bahn endet bis heute in dem Vorort. Dieses Provisorium soll in den kommenden Jahren durch eine Verlängerung beseitigt werden (siehe Neubauprojekte).
1973 wurde das südliche Ende des Tunnels um eine Station von der Hauptwache bis zum Theaterplatz verlängert, die zur Endhaltestelle der Linien A1 und A2 wurde. Die Linien 24 und 23 wurden in A3 und A4 umbenannt, sodass das Netz weiterhin vier Linien umfasste:
- A1 Nordweststadt – Heddernheim – Theaterplatz
- A2 Gonzenheim – Heddernheim – Theaterplatz
- A3 Oberursel-Hohemark – Heddernheim – Hauptwache – Hauptbahnhof
- A4 Bonames – Heddernheim – Hauptwache – Hauptbahnhof

Im Mai 1974 wurde mit der Inbetriebnahme der Linie B1 der Theaterplatz zum ersten Umsteigebahnhof der Frankfurter U-Bahn.
Am 29. September 1974 wurde die Linie A1 in die Nordweststadt um eine Station verlängert. Der neue Endbahnhof Römerstadt liegt direkt am Ende des Tunnels auf dem Mittelstreifen der Rosa-Luxemburg-Straße.

### Ende des Straßenbahnbetriebes

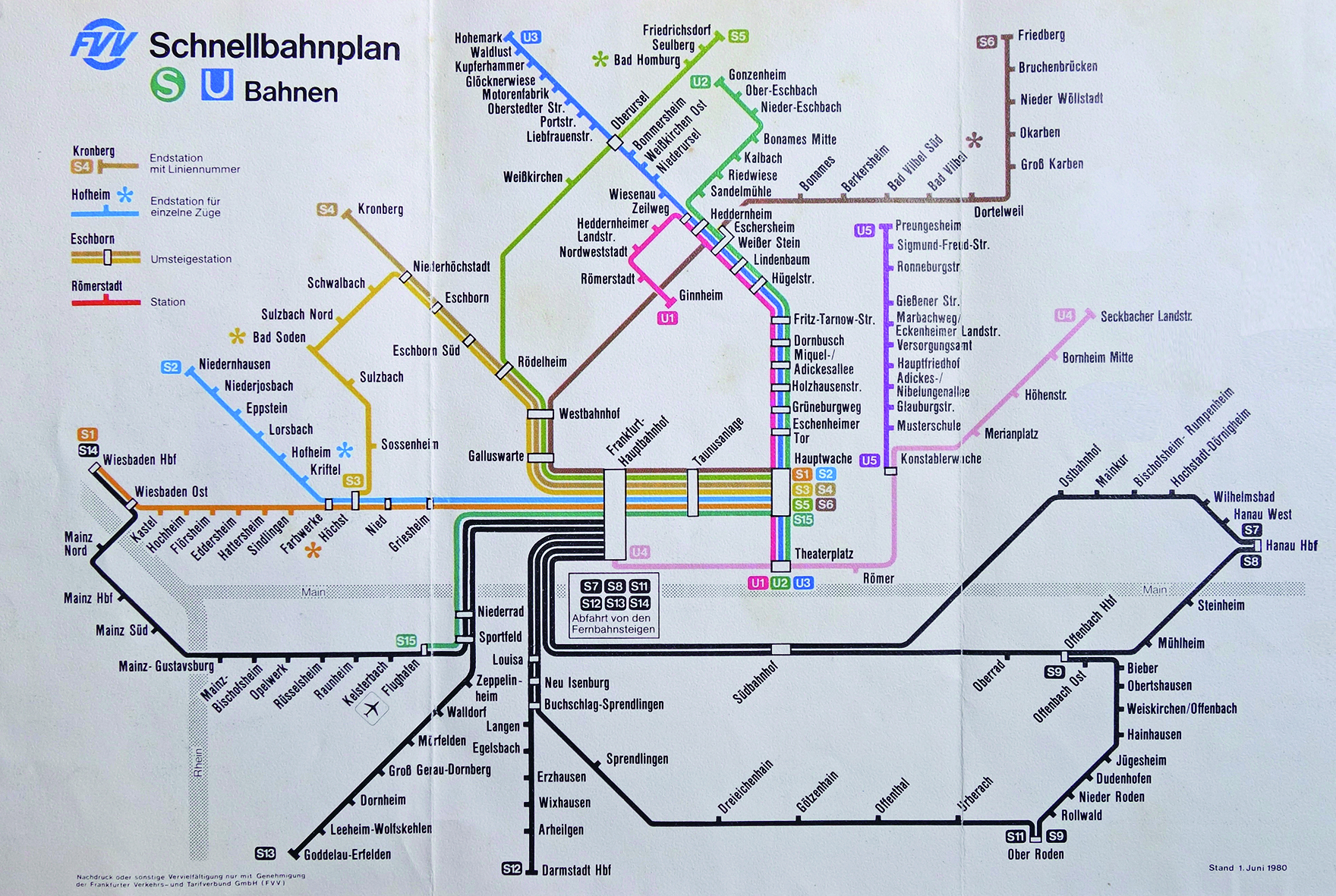
U-Bahn- und S-Bahn-Netz von 1980 auf einem FVV-Faltblatt

Mit dem Fahrplanwechsel am 27. Mai 1978 wurde die S-Bahn Rhein-Main eröffnet und gleichzeitig das Liniennetz der Frankfurter U-Bahn ausgeweitet. Die bisherige Linie A1 wurde in U1 umbenannt und bis zur Endstation der Straßenbahn in Ginnheim verlängert.
Die Linie A2 wurde zur U2, an ihrer Linienführung änderte sich nichts. Die Straßenbahnlinien A3 und A4 wurden aufgegeben und die Tunnelrampe in der Großen Gallusstraße stillgelegt. An ihre Stelle trat die neue Linie U3 von der Hohemark über Heddernheim zum Theaterplatz, auf der nun ebenfalls U-Bahn-Triebwagen der Baureihe U2 verkehrten. Die Strecke zur Hohemark war dafür (bis auf ein kurzes Stück) zweigleisig ausgebaut worden, wobei die Bahnsteighöhe wegen des weiterhin bestehenden Güterverkehrs auf 32 cm beschränkt blieb. Die Straßenbahnwagen vom Typ Mt wurden in der Folgezeit rückgebaut und noch bis 1998 weiter im Frankfurter Straßenbahnnetz eingesetzt.
Auf der Grundstrecke A verkehrten ab 1978 somit folgende Linien:
- U1 Ginnheim – Heddernheim – Theaterplatz
- U2 Gonzenheim – Heddernheim – Theaterplatz
- U3 Hohemark – Heddernheim – Theaterplatz

### Güterverkehr im Norden

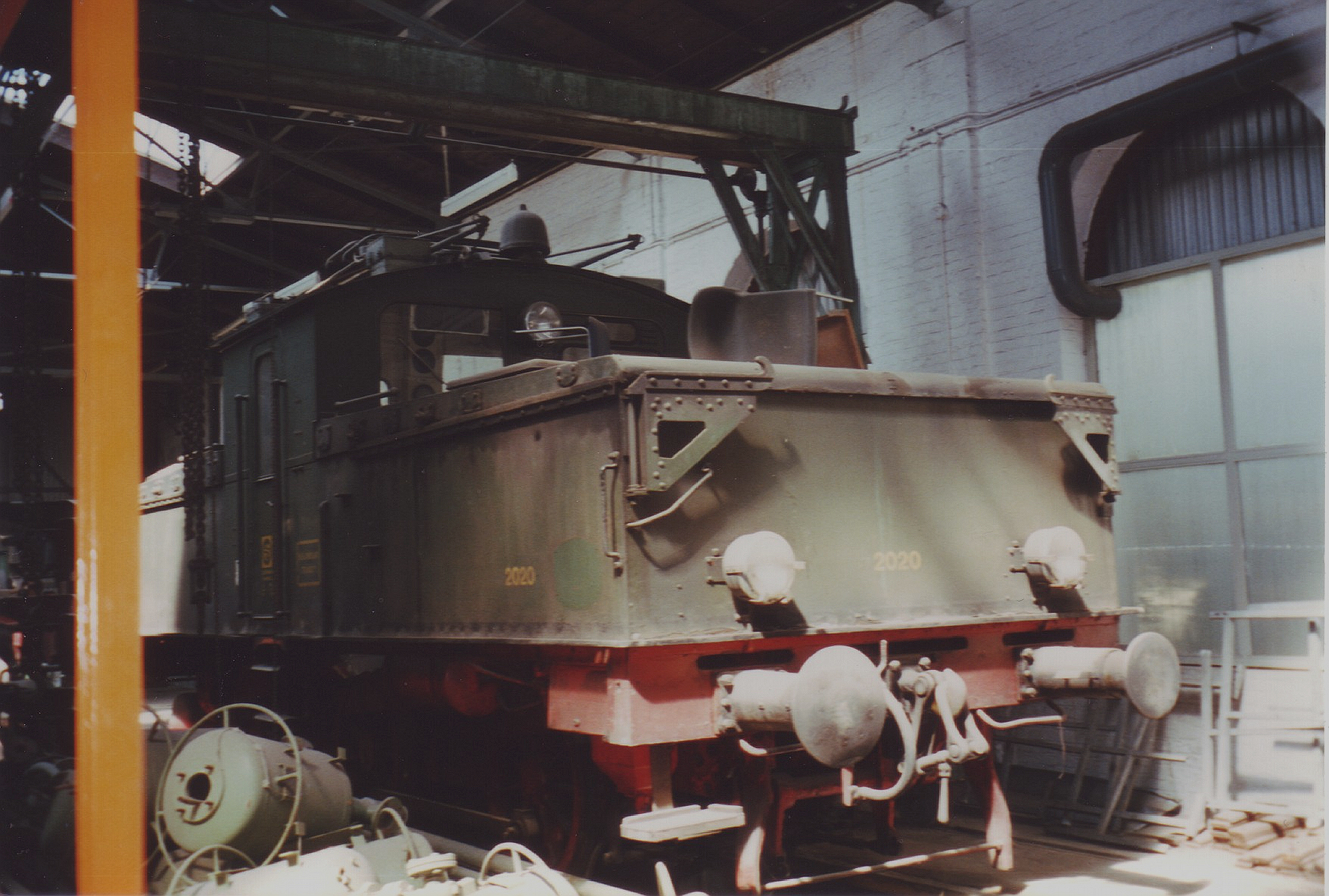
Güterzuglokomotive 2020

Eine Besonderheit stellte der auf dem nördlichen Teil der A-Strecke durchgeführte Güterverkehr dar. Auf den Kleinbahnstrecken wurde öffentlicher Güterverkehr von Heddernheim einerseits bis Ober-Eschbach, andererseits bis Hohemark durchgeführt. Anschluss ans Netz der DB bestand am Bahnhof Oberursel.
Wegen der Umstellung auf den U-Bahn-Verkehr endete der Güterverkehr auf dem Homburger Ast bereits im Mai 1971. Auf dem Oberurseler Ast blieb er noch jahrelang erhalten. Bis 1981 wurde die Motorenfabrik Oberursel und bis 1982 noch das Stammwerk der VDM, ein metallverarbeitender Betrieb in Heddernheim, über die Gleise der U3 mit Güterwagen beliefert. Die Stadtwerke Frankfurt am Main besaßen zu diesem Zweck zwei Güterzuglokomotiven, unter anderem eine von der Frankfurter Hafenbahn übernommene dreiachsige Akkulok und eine von der Steinhuder Meer-Bahn übernommene Diesellok des Typs V 36. Diese hatte trotz Dieselantriebs – ebenso wie die bis 1962 vorhandenen Dampfloks – einen Stromabnehmer, der aber ausschließlich zur Signalsteuerung auf den eingleisigen Streckenabschnitten diente. Die V 36 steht heute im Technikmuseum in Speyer. Bei deren Ausfall halfen angemietete Dieselloks der DB aus.
Mit der Stilllegung des Heddernheimer VDM-Werkes am 31. März 1982 endete der Güterverkehr auf dem Schienennetz der Frankfurter Straßen- und U-Bahnen. Als man noch mit einem längeren Bestehen des VDM-Werks rechnete, hatte man zeitweise geplant, den Güterverkehr über ein besonderes Gleis parallel zur U-Bahn nach Oberursel oder auf einer neuen Trasse zur Main-Weser-Bahn bei Eschersheim zu führen.

### Die Verlängerung nach Sachsenhausen
1975 begannen die Bauarbeiten an der südlichen Verlängerung der A-Strecke unter dem Main hindurch nach Sachsenhausen. Dieses Teilstück wurde am 29. September 1984 in Betrieb genommen und enthielt zwei unterirdische Bahnhöfe, Schweizer Platz und Südbahnhof. Unter dem Main befindet sich auch die tiefste Stelle des U-Bahn-Netzes. Am Südbahnhof entstand nach Fertigstellung des S-Bahn-Tunnels unter dem Main hindurch (1990) ein weiterer Umsteigeknoten zwischen beiden Schnellbahnnetzen. Alle drei Linien der A-Strecke endeten seitdem am Südbahnhof. Außer der Zusammenlegung zweier Haltestellen und der Einrichtung einer neuen in Oberursel sowie dem Bau des Hochbahnhofs Niddapark zur Bundesgartenschau 1989 gab es in den folgenden 25 Jahren keinen Zuwachs mehr.

### Anbindung des Riedbergs
Im Dezember 2010 wurden der neue Stadtteil Riedberg und der Uni-Campus Riedberg mit zwei neuen U-Bahn-Linien (U8, U9) an die Frankfurter Innenstadt und das Nordwestzentrum angebunden.
Seit 2010 verkehren somit vier Linien auf der A-Strecke:
- U1 Ginnheim – Heddernheim – Südbahnhof
- U2 Gonzenheim – Heddernheim – Südbahnhof
- U3 Hohemark – Heddernheim – Südbahnhof
- U8 Riedberg – Heddernheim – Südbahnhof

### Angleichung der Bahnsteighöhen
Der Güterbetrieb sowie der Parallelbetrieb von U-Bahn und Straßenbahn waren die Ursache für ein langjähriges Provisorium im Frankfurter U-Bahn-Netz. Die U2-Triebwagen hatte eine Fußbodenhöhe von 970 mm über Schienenoberkante. Mit Rücksicht auf den Parallelbetrieb mit den umgebauten Straßenbahnwagen durften die Bahnsteige jedoch zunächst nur 560 mm hoch sein, da sonst kein sicherer Einstieg in die schmaleren Mt-Wagen mehr möglich gewesen wäre. Auf den unterirdischen Stationen zwischen Theaterplatz und Miquel-/Adickesallee wurde dies durch eine einfache Aufschotterung im Bereich der Bahnsteige erreicht. Die oberirdischen Stationen hatten von vorneherein niedrigere Bahnsteige erhalten. Zum Höhenausgleich waren die U2-Wagen mit festen Trittstufen ausgeliefert worden. Nach Entfall des Parallelbetriebs sollten die Stationen auf 870 mm Bahnsteighöhe umgebaut bzw. durch Absenkung des Gleisrostes angeglichen und die Trittstufen der U-Bahn-Wagen ausgebaut werden.
Dieses Provisorium blieb zunächst auch nach dem Entfall des Straßenbahnbetriebs erforderlich, da mit Rücksicht auf das Lichtraumprofil der Güterwagen die Bahnsteige zwischen Heddernheim und Oberursel nur 320 mm über Schienenoberkante gehalten worden waren. Zudem waren beim Bau der Stationen Schweizer Platz und Südbahnhof in bergmännischer Bauweise in den 1980er Jahren die Bahnsteige nur 560 mm hoch geplant worden; die spätere Absenkung des Gleisrostes war hier nicht berücksichtigt worden.
Nach der Einstellung des Güterverkehrs wurden auch die Bahnsteige auf der Oberurseler Strecke nach und nach auf das einheitliche Maß von 560 mm erhöht. 1994 bis 1998 wurden die 39 Triebwagen der Baureihe U4 geliefert, die eine Fußbodenhöhe von 870 mm aufwiesen und ohne zusätzliche Trittstufe auskamen. Statt vorher zwei Bahnsteighöhen mit einheitlicher Fußbodenhöhe der Fahrzeuge gab es nun zwar eine einheitliche Bahnsteighöhe auf der gesamten A-Strecke, aber zwei Fahrzeugtypen mit unterschiedlichen Fußbodenhöhen: 970 mm mit zusätzlicher Trittstufe oder 870 mm ohne Trittstufe.
Daher wurden ab 1999 in umfangreichen Bauarbeiten die Bahnsteige aller Stationen nach und nach auf eine einheitliche Höhe von 800 mm über Schienenoberkante gebracht, die einen stufenlosen Einstieg in die Züge der Baureihe U4 ermöglicht. Die oberirdischen Stationen erhielten dabei vollkommen neu errichtete Bahnsteige, während bei den Tunnelbahnhöfen wie ursprünglich geplant die Gleise abgesenkt werden konnten. Lediglich bei den nicht dafür vorbereiteten Bahnhöfen Schweizer Platz und Südbahnhof mussten die Bahnsteige selbst erhöht werden. Deshalb liegen die Bahnsteige dieser Stationen heute etwa 240 mm höher als der Fuß der Treppen und Rolltreppen, die zu den Bahnsteigen hinabführen. Dieser Höhenunterschied wurde oder wird bis heute bis zum Einbau neuer Rolltreppen durch Rampen ausgeglichen.
Da auf die U2-Triebwagen vorläufig nicht verzichtet werden konnte, wurden sie zum Typ U2h umgebaut. Dabei wurde die Trittstufe von 680 auf 870 mm hochgesetzt, wobei im Türeingangsbereich eine Stufe von 100 mm zum Innenraum des Fahrzeuges verblieb. Die U4-Triebwagen und die seit 2008 beschafften U5-Triebwagen sind dagegen auf den umgebauten Stationen barrierefrei. Seit dem 5. November 2012 verkehren auf der A-Strecke im Regelbetrieb keine U2h-Triebwagen mehr.
Einige Bahnhöfe der ältesten Frankfurter U-Bahn-Strecke wurden darüber hinaus saniert und umgestaltet, etwa die Stationen Grüneburgweg, Heddernheim und Nordweststadt (seitdem unter dem Namen Nordwestzentrum).

## Tunnelbau

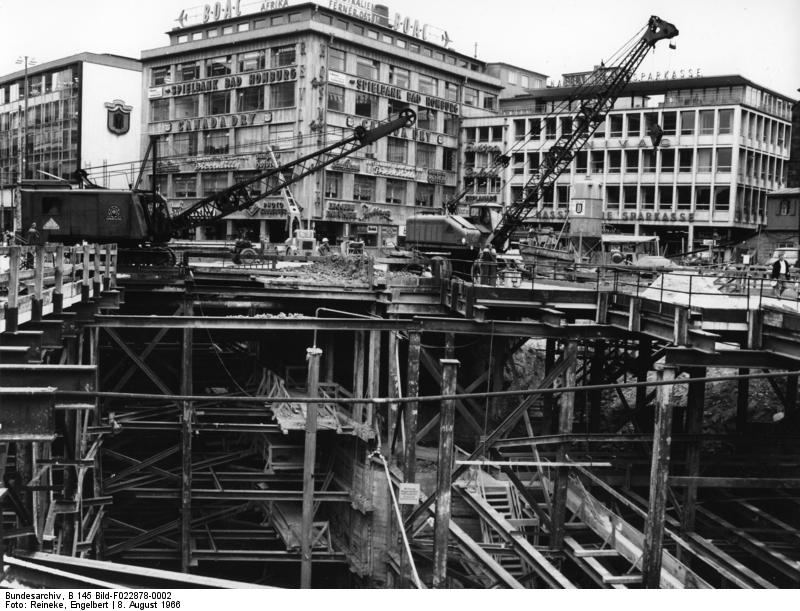
Offene Baugrube an der Hauptwache 1966

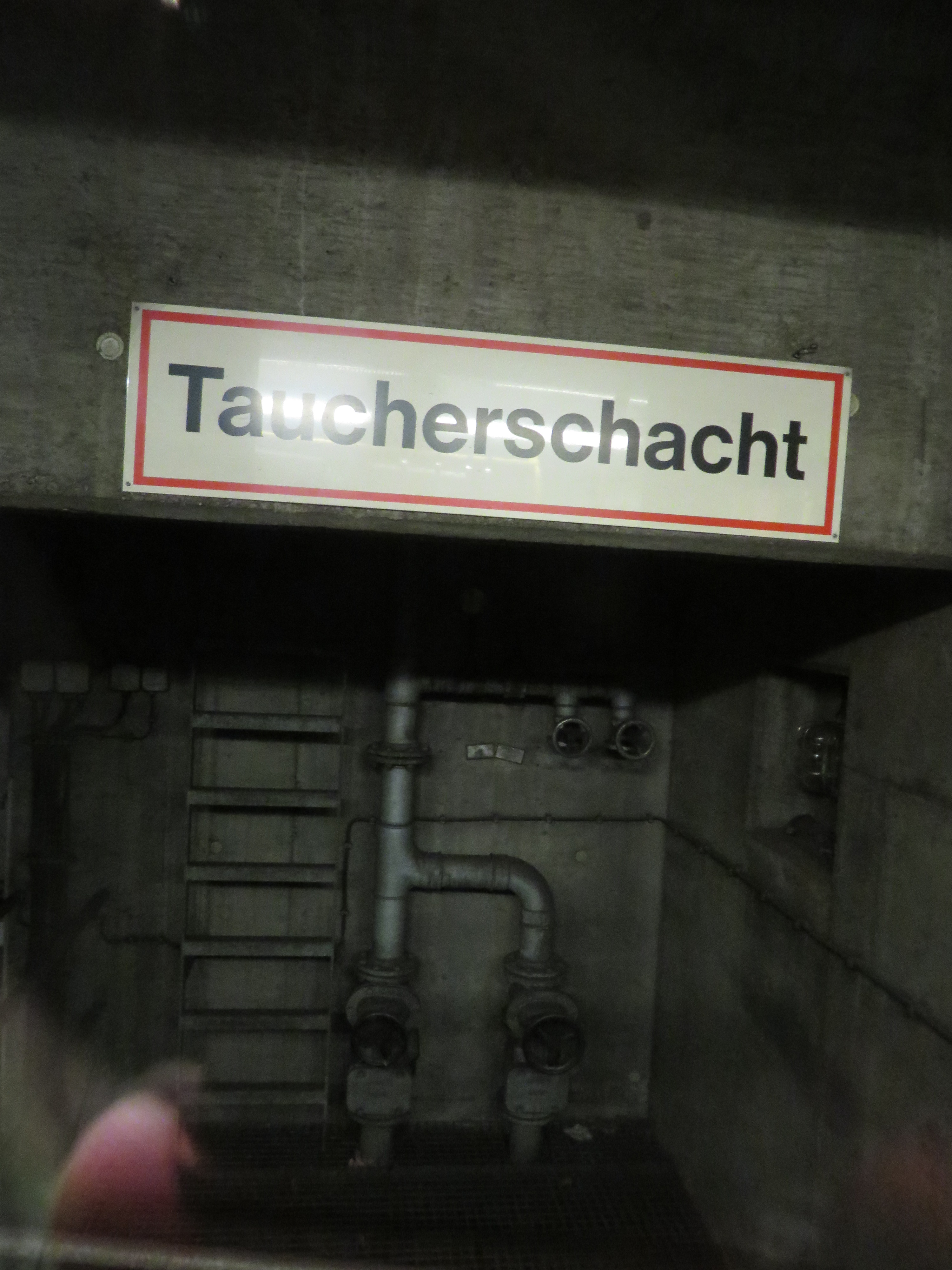
Im Tunnel unterm Main

Beim Bau der Tunnel für die U-Bahn-Strecke A kamen im Lauf der Jahre unterschiedliche Methoden zum Einsatz. Am einfachsten war der Bau des Abschnittes in der Nordweststadt, da hier die U-Bahn-Strecke gleich planerisch berücksichtigt worden war und zusammen mit den übrigen Bauwerken errichtet wurde. Der erste Bauabschnitt (Alleenring–Hauptwache) und dessen spätere Verlängerung zum Theaterplatz (heute Willy-Brandt-Platz) wurden noch vollständig in offener Bauweise erstellt. Dafür wurde eine entsprechend tiefe Baugrube ausgehoben und mit Hilfe zahlreicher in den Boden eingerammter Stahlträger und Bohlwände gesichert (Berliner Verbau).
Die Mainunterquerung erforderte erstmals neue Techniken. Es kam die Idee auf, das Umfeld des zu erstellenden Tunnels zu vereisen. Allerdings kam es wegen starker Grundwasserströmungen zu erheblichen Problemen. Ebenso verlief der Abbau des Eises nach der Erstellung des Tunnels nicht wie geplant, sodass es aufgrund des hohen Druckes zu Verformungen kam.
Im Bereich Sachsenhausen konnte zwar der Südbahnhof wiederum in offener Bauweise erstellt werden, allerdings musste dafür die Bahnhofshalle des Südbahnhofes abgerissen werden. Im Bereich der Schweizer Straße und des Schweizer Platzes war der Einsatz einer offenen Bauweise wegen der engen Bebauung unmöglich. Hier musste – einmalig auf der A-Strecke – mit der Station Schweizer Platz eine ganze Station bergmännisch aufgefahren werden. In Teilbereichen musste vor Beginn der Bauarbeiten eine Baugrundverfestigung mit grundwasserneutralen Chemikalien durchgeführt werden, da einige Häuserfundamente zu nah an die zu errichtenden Anlagen grenzten. Man erstellte zunächst die beiden Röhren, in denen der Fahrweg liegt, um diese im Stationsbereich mit einer dritten Röhre zu verbinden. Der nördliche Ausgang erfolgt durch eine ebenfalls bergmännisch erstellte Querröhre.
Durch den erzwungenen Verzicht auf eine offene Bauweise kamen neben der Vereisung erstmals auch auf der A-Strecke andere Tunnelbautechniken wie der Schildvortrieb und die Neue Österreichische Tunnelbaumethode zum Einsatz.
Eine Bezeichnung aus der Bauplanung und -zeit des Tunnels hat bis heute überlebt: die „B-Ebene“. Die verschiedenen Ebenen wurden in den Plänen mit Buchstaben bezeichnet (Erdoberfläche A, erstes Untergeschoss B usw.), nach Planung verkehrt die A-Linie der U-Bahn an der Hauptwache also in der D-Ebene, die S-Bahn und die C-Linie der U-Bahn (U6, U7) in der C-Ebene. Während die übrigen Bezeichnungen, mit Ausnahme an den Knöpfen der nachträglich eingebauten Aufzüge, verschwunden sind, hat sich der Begriff der „B-Ebene“ bis heute im allgemeinen Sprachgebrauch gehalten.

## Eröffnungsdaten
| Abschnitt                                                    | Eröffnungsdatum                          | Stationen | Bemerkungen                                                                              |
| ------------------------------------------------------------ | ---------------------------------------- | --------- | ---------------------------------------------------------------------------------------- |
| Oberursel Bhf – Hohemark (Gebirgsbahn)                       | 2. Oktober 1899 Gv / 1. November 1899 Pv | …         | Dampfstraßenbahnstrecke der FLAG mit Personen- und Güterverkehr, 1910 elektrifiziert     |
| Heddernheim – Gonzenheim – Homburg Rondell (– Homburg Markt) | 4. Mai 1910                              | …         | Elektrische Kleinbahn der FLAG, ab Rondell auf Gleisen der Homburger Straßenbahn         |
| Heddernheim – Oberursel Bf                                   | 31. Mai 1910                             | …         | Elektrische Kleinbahn der FLAG                                                           |
| Hauptwache – Heddernheim – Nordweststadt                     | 4. Oktober 1968                          | 14        | erste Strecke der Frankfurter U-Bahn                                                     |
| Heddernheim – Gonzenheim                                     | 19. Dezember 1971                        | 7         | teilweise Übernahme der Homburger Lokalbahnstrecke ins U-Bahn-Netz                       |
| Hauptwache – Theaterplatz                                    | 4. November 1973                         | 1         |                                                                                          |
| Nordweststadt – Römerstadt                                   | 29. September 1974                       | 1         |                                                                                          |
| Zeilweg – Oberursel – Hohemark                               | 27. Mai 1978                             | 13        | Übernahme der Oberurseler Lokalbahnstrecke und der Gebirgsbahn ins U-Bahn-Netz           |
| Römerstadt – Ginnheim                                        | 27. Mai 1978                             | 1         |                                                                                          |
| Theaterplatz – Südbahnhof                                    | 29. September 1984                       | 2         | erster Frankfurter Maintunnel                                                            |
| Niddapark                                                    | 23. April 1989                           | 1         | Einbau einer neuen Hochbahnstation in die bestehende Strecke                             |
| Station Lahnstraße                                           | 1989                                     | −1        | Zusammenlegung der Stationen Motorenfabrik und Oberstedter Straße zur Station Lahnstraße |
| Station Rosengärtchen                                        | 1. Juni 1997                             | 1         | Einbau einer neuen Haltestelle an bestehender Strecke                                    |
| Niederursel – Riedberg – Kalbach                             | 12. Dezember 2010                        | 2         | diese beiden Stationen gehören offiziell zur D-Strecke                                   |

## Neubauprojekte

### Bad Homburg
Eine unterirdische Verlängerung ins Zentrum von Bad Homburg war seit 30 Jahren Wunsch der politischen Mehrheit und auch im Flächennutzungsplan des Planungsverbandes enthalten, eine Realisierung war jedoch lange ungewiss. Eine oberirdische und damit preiswertere Streckenführung scheiterte an Umweltschutzbedenken, aber seinerzeit auch am Widerspruch des FVV, der in der Strecke einen Parallelverkehr zur S-Bahn sah. Die gegenwärtigen Planungen sehen eine teils oberirdische, teils tunnelgeführte Verlängerung auf das Kaisergleis im Bad Homburger Bahnhof und eine Verknüpfung mit der geplanten Regionaltangente West vor. Dazu wird die heutige Endstation in Gonzenheim abgerissen und westlich der Gotenstraße unterirdisch neu errichtet. An Stelle der bisherigen Endstation soll die Stadtbahnstrecke in einen 350 Meter langen Tunnel abgesenkt werden und parallel zur Frankfurter Landstraße die Homburger Bahn unterqueren. Danach soll sie an den Bahndamm herangeführt werden und, parallel zu diesem und auf dessen Niveau, die Lange Meile überqueren.
Im März 2011 begann das Anhörungsverfahren, das 2016 mit einem Planfeststellungsbeschluss endete. Gegen den Planfeststellungsbeschluss wurden zwei Klagen am Hessischen Verwaltungsgerichtshof erhoben. Hinsichtlich der Finanzierung hat sich das Land Hessen bereit erklärt, einen Teil der Kosten zu übernehmen. Am 28. Oktober 2018 fand ein Bürgerentscheid über den Ausbau der U2 statt, bei dem sich mehr als 70 % der Bürger für die Verlängerung der U-Bahn aussprachen. Oberbürgermeister Hetjes erklärte daraufhin, dass das Projekt nun zügig umgesetzt werden solle. 2023 sollte mit dem Bau begonnen werden, die Inbetriebnahme war für 2028 vorgesehen. Veranschlagt werden 56 Millionen Euro. Der Baubeginn wurde später auf 2025 verschoben.

### Verlängerung des Tunnels in der Eschersheimer Landstraße
Seit Eröffnung der A-Strecke ist geplant, den Tunnel unter der Eschersheimer Landstraße von der „provisorischen“ Rampe am Dornbusch bis nach Eschersheim zu verlängern. Die ebenerdige Führung auf dem Mittelstreifen der Straße war ursprünglich nur als Übergangslösung geplant. Seit Eröffnung der Strecke kamen hier 33 Menschen durch Unfälle mit U-Bahn-Zügen zu Tode. Trotzdem gilt die Verlängerung des Tunnels bei geschätzten Kosten von rund 300 Millionen Euro als nicht finanzierbar. Eine Förderung nach dem Gemeindeverkehrsfinanzierungsgesetz ist wegen des voraussichtlich ungünstigen Nutzer-Kosten-Verhältnis sehr unwahrscheinlich, da der Prognose-Nullfall, demgegenüber ein Tunnelneubau bewertet würde, ja den heutigen Zustand, also eine bereits betriebene ebenerdige Strecke, abbilden würde und der volkswirtschaftliche Nutzen vor allem den Reisezeitgewinn berücksichtigt, der hier die erwartbaren hohen Baukosten nicht aufwiegen könnte.

### Weiterbau in Sachsenhausen

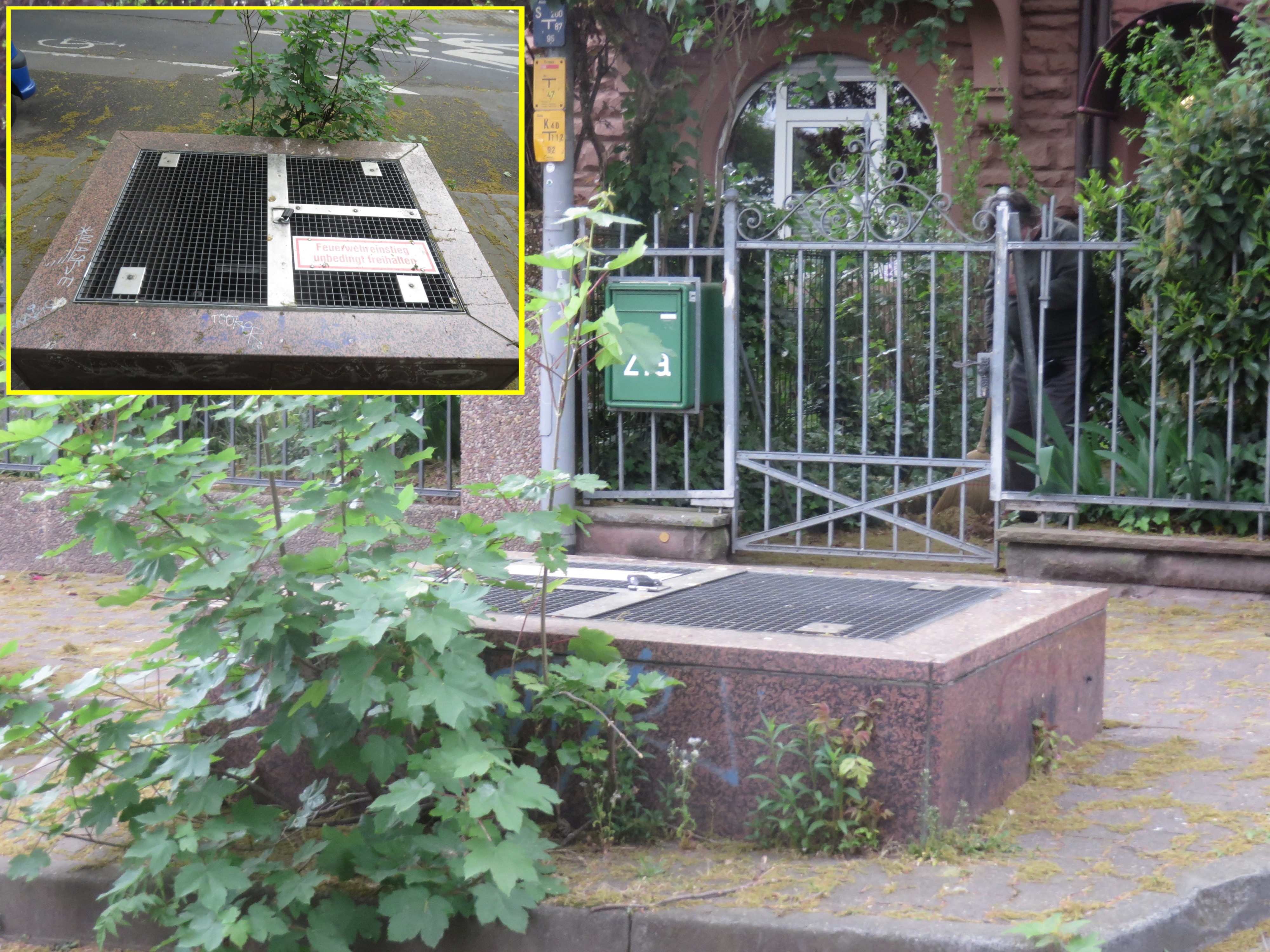
Schacht „Feuerwehreinstieg“ kurz vor dem Tunnelende

Die Planungen für die unterirdische Verlängerung der A-Strecke vom Südbahnhof zur Sachsenhäuser Warte (mit einem Zwischenbahnhof Mailänder Straße) waren Ende der 90er Jahre schon weit vorangetrieben, als der Bund seine Förderungszusage zurückzog. Da eine Förderung durch Bund und Land für die Finanzierung unerlässlich ist, wurde das Projekt in die ferne Zukunft verschoben. Jenseits der Sachsenhäuser Warte hätte eine Anschlussstrecke durch den Stadtwald nach Neu-Isenburg führen sollen. An der Sachsenhäuser Warte sollte ein riesiges Park-and-ride-Parkhaus entstehen.
Jetzt endet der Tunnel an oder unter dem Spielplatz vor der Kindertagesstätte „Grethenweg“ im Grethenweg 43 (oder hinter dem Gebäude Darmstädter Landstraße 104–106), mit einem letzten Kontakt zur Erdoberfläche durch einen als Feuerwehreinstieg markiertem Schacht vor dem Haus Grethenweg 21b.

## Betriebshof, Abstellanlage

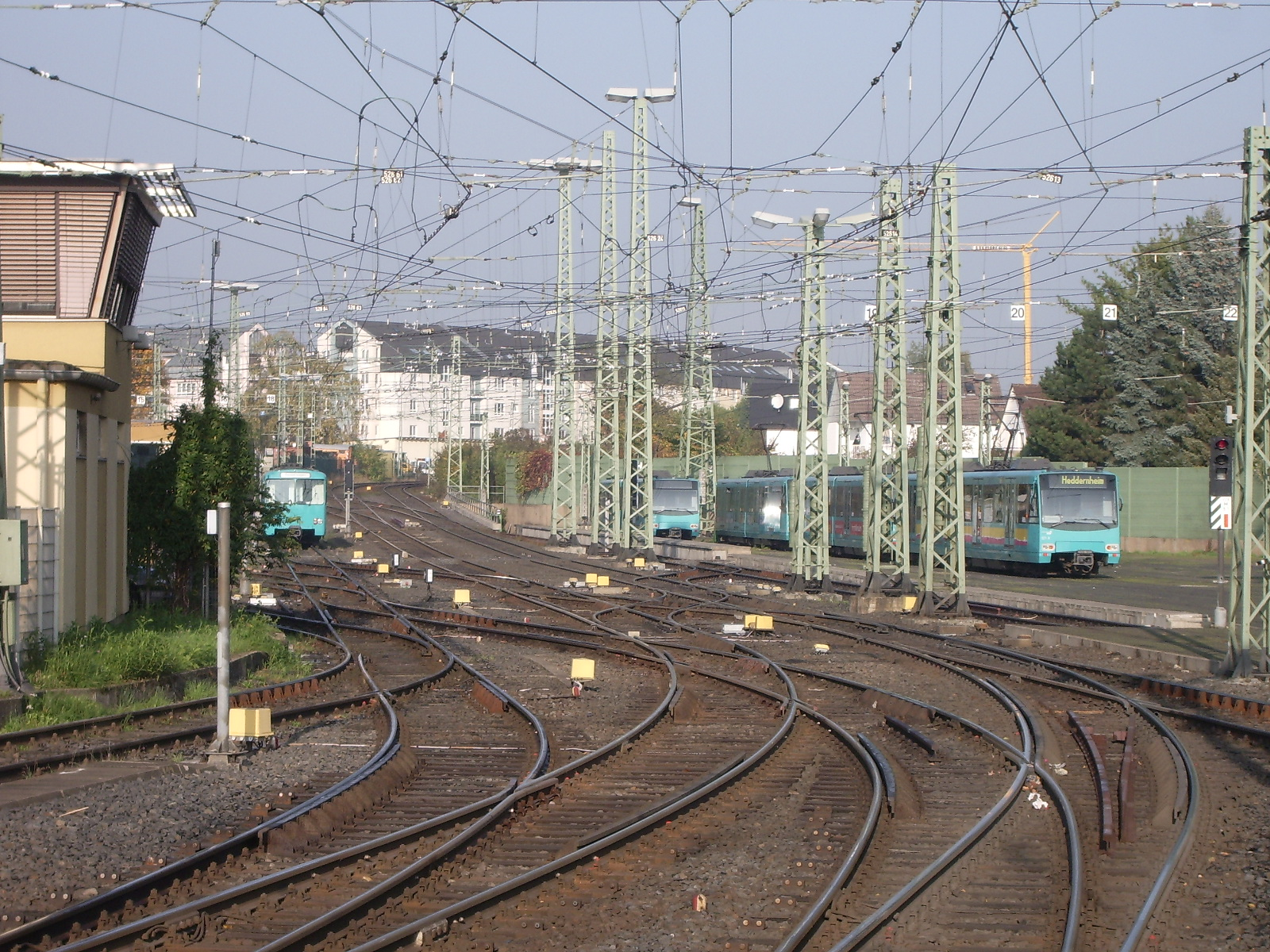
Betriebshof Heddernheim

Die Fahrzeuge der A-Strecke sind im Betriebshof Heddernheim stationiert. Er befindet sich unmittelbar nördlich der gleichnamigen Station, die historisch und betrieblich für die A-Strecken eine zentrale Rolle einnimmt. Der Betriebshof entstand 1910 als Straßenbahndepot und wurde anlässlich der Betriebsaufnahme der U-Bahn 1968 für diese umgebaut.
Das ehemalige Depot der FLAG in Bommersheim dient heute als Abstellanlage für die Züge der U3. An den Bahnhöfen Oberursel und Südbahnhof bestehen weitere Abstellanlagen.
Es gibt noch ein Abstellgleis zwischen den U-Bahn-Stationen Eschersheimer Tor und Grüneburgweg, welche aktuell nur nachts für einen Zug der Linie U2 genutzt wird. Dieses Gleis kann nur stadtauswärts vom Eschenheimer Tor angefahren werden, aus dem Gleis kann ebenfalls nur die Station Eschenheimer Tor erreicht werden, ohne Richtungswechsel in der Station aber nur stadteinwärts.

## Fahrzeuge

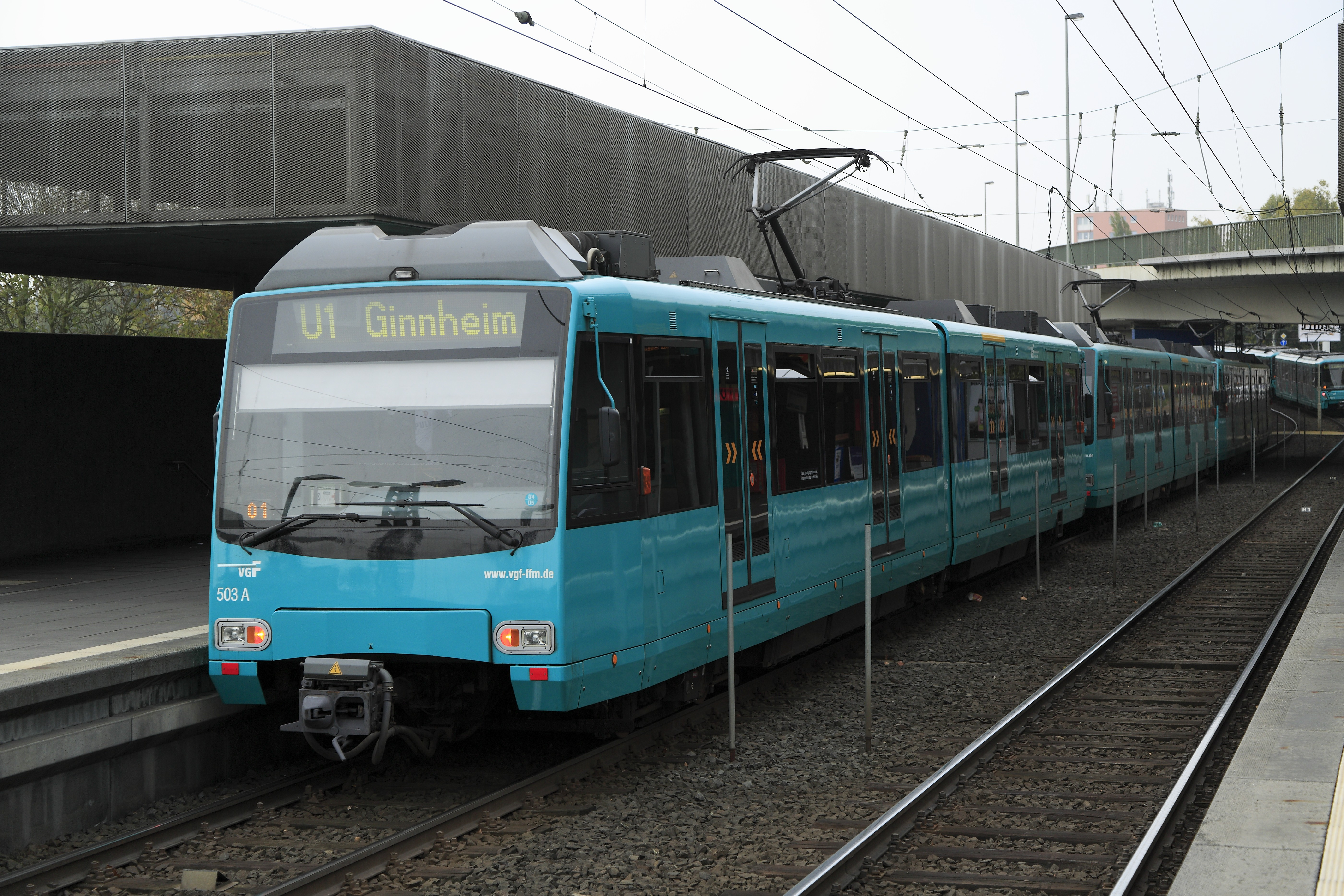
Wagen vom Typ U4

Auf der A-Strecke werden seit Ende 2012 noch zwei verschiedene Fahrzeugtypen eingesetzt, die U4- und U5-Triebwagen. Die Fahrzeuge sind jeweils 2,65 Meter breit. Das Frankfurter U-Bahn-Netz ist regelspurig (1435 mm Spurweite), die Spurkränze sowie die Leit- und Rillenweiten entsprechen Straßenbahnmaßen. Die Fahrleitungsspannung von 600 Volt Gleichstrom wird über eine Oberleitung zugeführt. Die Baureihe U4 wurde von DUEWAG und Siemens gebaut, die Baureihe U5 von Bombardier Transportation.
Seit 1995 wird die Baureihe U4 eingesetzt, die ausschließlich für die A-Strecke beschafft wurde. Bis 1998 wurden 39 Fahrzeuge dieses Typs geliefert. Bis zur Eröffnung der Riedbergstrecke im Dezember 2010 verkehrten sie hauptsächlich auf der U2 und teilweise auf der U1 und U3, seitdem hauptsächlich auf der U1 und U9 und teilweise als Verstärker auf der U2. Seit 2008 sind die Fahrzeuge der neuen Baureihe U5 auf der A-Strecke im Einsatz. Insgesamt 146 bestellte Fahrzeuge sollen später im gesamten Stadtbahnnetz eingesetzt werden. Sie sind mit den Fahrzeugen der Baureihe U4 kuppelbar und gemeinsam im Zugverband einsetzbar.

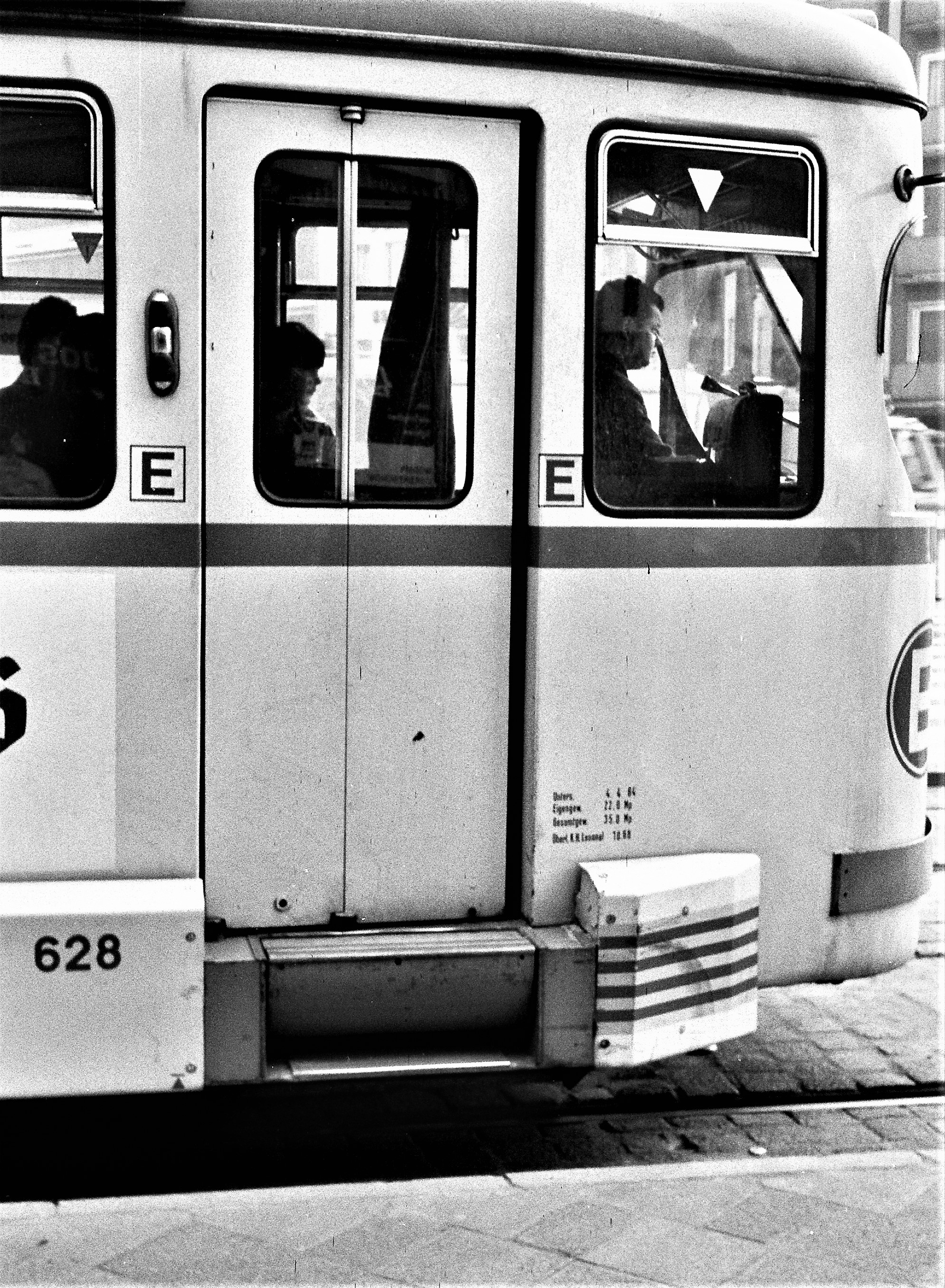
Klapptrittstufen an einem M-Wagen

Zuvor wurden die Linien der A-Strecke seit der Betriebsaufnahme 1968 mit Fahrzeugen der Baureihe U2 befahren. Bis 1985 wurden insgesamt 104 Exemplare dieses sechsachsigen Triebwagens nach Frankfurt geliefert. Aufgrund der zahlreichen verschiedenen Bahnsteighöhen waren die Fahrzeuge anfangs mit einer festen Stufe für Bahnsteighöhen von 320 und 560 mm ausgerüstet (U2, nicht mehr vorhanden), mit der Umstellung auf 800 mm hohe Bahnsteige wurden sie auf die Variante U2h mit 870 mm Einstiegshöhe und einer hierdurch bedingten kleinen Stufe im Türbereich umgerüstet. Seit Auslieferung der Fahrzeuge des Types U5 wurden U2-Triebwagen abgestellt, zuletzt fuhren die U2-Wagen nur noch auf der Linie U1. Dieser Einsatz endete am 5. November 2012.
Zwischen 1966 und 1978 wurden zudem zwei Stadtbahn-Prototypen der Baureihe U1 sporadisch auf der A-Strecke eingesetzt. Von 1968 bis 1978 wurden umgebaute M-Wagen der Straßenbahn, welche auf der Türseite mit einem Profilausgleich und Klapptrittstufen ausgestattet wurden, auf den Linien A2, A3 und A4 eingesetzt. Diese wurden als Mt-Wagen bezeichnet.
Anfangs wurden die Fahrzeuge in den Frankfurter Stadtfarben Rot/Weiß ausgeliefert. Mitte der 1980er Jahre erfolgte eine Umlackierung in Orange/Elfenbein. Seit Mitte der 1990er Jahre erfolgte eine weitere Umlackierung in die neue VGF-Hausfarbe „subaru vista blue“, eine Art Türkis.

## Fahrplan
Der Fahrplan wird nicht vom Betreiber VGF, sondern von der lokalen Nahverkehrsgesellschaft traffiQ gestaltet.
| Linie        | Hauptverkehrszeit (HVZ) | Nebenverkehrszeit (NVZ)  | Schwachverkehrszeit (SVZ) | Nachtverkehr am Wochenende und vor Feiertagen |
| ------------ | --- | ------------------------ | ------------------------- | --------------------------------------------- |
| S1           | 10 Min (6 Züge pro Stunde und Richtung)                                                                                                   | 10 Min (6/h)             | 15 Min (4/h)              | –                                             |
| S2           | 10 Min (6/h) | 10 Min (6/h)             | 15 Min (4/h)              | –                                             |
| S3           | 15 Min (4/h) | 15 Min (4/h)             | 30 Min (2/h)              | –                                             |
| S8           | 15 Min (4/h) | 15 Min (4/h)             | 15 Min (4/h)              | 15 Min (4/h)                                  |
|              | im Nachtverkehr alternierend bis Heddernheim beziehungsweise Nieder-Eschbach via Riedberg                                                 |                          |                           |                                               |
| (A) – Gesamt | 2½-2½-2½-2½-5 Min (20/h) | 2½-2½-2½-2½-5 Min (20/h) | <5 Min (14/h)             | 15 Min (4/h)                                  |
|              | Auf der Grundstrecke zwischen Heddernheim und dem Südbahnhof wird durch die Bündelung der vier Linien eine sehr dichte Taktfolge erzielt. |                          |                           |                                               |

Die Linien U3 und U8 bildeten bis Dezember 2020 gemeinsame Kurse und wechselten die Liniennummer am gemeinsamen Linienendpunkt am Südbahnhof. Ein Umlauf bestand demnach aus folgendem Linienweg:
Oberursel Hohemark – Südbahnhof – Riedberg – Südbahnhof – Oberursel Hohemark.
Zum Fahrplanwechsel am 13. Dezember 2020 wurde die Linie U8 in der HVZ zu einem 10-Minuten-Takt verdichtet und der gemeinsame Umlauf entfiel.
Mit dem Fahrplanwechsel am 15. Dezember 2025 wurde dies aufgrund von Personalmangel wieder rückgängig gemacht. Des Weiteren wurde die U2, wie die U1 im Dezember 2020, auf 6 Fahrten die Stunde reduziert. Als Ausgleich fährt die U8 ganztags und die U2 in der morgendlichen HVZ mit 4-Wagen-Zügen.